# Schweizer Truppen in französischen Diensten für das Königshaus der Valois 1480–1589

Wappen des Königshauses Valois

1480, im Staatsvertrag mit Ludwig XI., König von Frankreich, über den Einsatz von Schweizer Truppen in französischen Diensten für das Königshaus der Valois, verpflichteten sich die Behörden der Eidgenossenschaft zum ersten Mal, einem ausländischen Machthaber ein offizielles eidgenössisches Truppenaufgebot zu stellen.
42 Schweizer Truppen dienten den Valois von 1480 bis 1589, sich gegen Burgund zu behaupten, sich zeitweilig in Italien festzusetzen, mit Habsburg um die europäische Führungsrolle zu konkurrieren und die Hugenotten zu bekämpfen. Sie wurden jeweils für einzelne Kriegszüge angefordert und nach deren Ende wieder entlassen.
1497 stellte Karl VIII., der Nachfolger Ludwigs XI., mit seiner Leibgarde der Hundertschweizer aber auch die erste ständige Schweizer Truppe in fremden Diensten auf. Sie wurde zum Vorbild für weitere europäische Fürsten, die sich eine stehende Schweizer Garde zu leisten begannen.
Das Bündnis wurde, auch unter den Nachfolgern der Valois, immer wieder erneuert und machte Frankreich für vier Jahrhunderte zum wichtigsten Vertragspartner der Eidgenossen. Es diente auch als Vorlage für alle weiteren Verträge, die im Verlaufe der Zeit mit anderen, nicht französischen Vertragspartnern abgeschlossen wurden.
Schweizer Truppen in fremden Diensten hiess der von Behörden der Schweizer Eidgenossenschaft mit Staatsverträgen geregelte Solddienst von geführten, ganzen Truppenkörpern im Ausland.
Diese Verträge enthielten ein Kapitel, das die militärischen Angelegenheiten regelte: die sogenannte Kapitulation (oder Privatkapitulation, wenn einer der Vertragspartner ein privater Militärunternehmer war).

## Übersicht der Schweizer Truppen in französischen Diensten während der Herrschaft des Hauses Valois
| König Karl VII. 1422–1461   |                                   |                      |
| König Ludwig XI. 1461–1483  |                                   |                      |
| #fra                        | Bezeichnung                       | Jahr                 |
| 1                           | Hilfskorps «Tschalunerzug»        | 1480                 |
| König Karl VIII. 1483–1498  |                                   |                      |
| 2                           | inoffizielle Söldnertruppe Neapel | 1494–1495            |
| 3                           | Leibgarde «Hundertschweizer»      | 1497–1792, 1814–1830 |
| König Ludwig XII. 1498–1515 |                                   |                      |
| 4 5                         | Hilfskorps Lombardei              | 1499 1500            |
| 6                           | Hilfskorps «Jenowerzug»           | 1507                 |
| König Franz I. 1515–1547    |                                   |                      |
| 7                           | Hilfskorps Picardie               | 1521                 |
| 8                           | Hilfskorps Bicocca                | 1522                 |
| 9                           | Hilfskorps Sesia                  | 1524                 |
| 10                          | Hilfskorps Pavia                  | 1524–1525            |
| 11                          | Hilfskorps Rom                    | 1527                 |
| 12                          | Hilfskorps Savoyen                | 1536                 |
| 13                          | Hilfskorps «Zyrasoli»             | 1542–1544            |

| König Heinrich II. 1547–1559 |                          |           |
| #fra                         | Bezeichnung              | Jahr      |
| 14                           | Hilfskorps Boulogne      | 1549–1550 |
| 15                           | Hilfskorps Piemont       | 1551–1553 |
| 16                           | Hilfskorps Lothringen    | 1552      |
| 17                           | Hilfskorps Franche-Comté | 1553      |
| 18                           | Hilfskorps Piemont       | 1554–1556 |
| 19                           | Hilfskorps Picardie      | 1554      |
| 20                           | Hilfskorps Toskana       | 1554      |
| 21                           | Hilfskorps Neapel        | 1557      |
| 22                           | Hilfskorps Calais        | 1557–1558 |
| 23                           | Hilfskorps Picardie      | 1558      |
| König Franz II. 1559–1560    |                          |           |
| König Karl IX. 1560–1574     |                          |           |
| 24                           | Freikorps Condé          | 1562      |
| 25                           | Hilfskorps Dreux         | 1562      |
| 26                           | Hilfskorps Meaux         | 1567–1570 |
| 27                           | Hilfskorps Moncontour    | 1569–1570 |
| 28                           | Hilfskorps Arnay-le-Duc  | 1570      |
| 29                           | Hilfskorps La Rochelle   | 1572–1573 |

| König Heinrich III. 1574–1589 |                         |           |
| #fra                          | Bezeichnung             | Jahr      |
| 30                            | Hilfskorps Dauphiné     | 1574–1575 |
| 31                            | Freikorps Trois-Évêchés | 1574–1575 |
| 32                            | Hilfskorps Guise        | 1576      |
| 33                            | Hilfskorps Gallati      | 1580      |
| 34                            | Hilfskorps Brabant      | 1582      |
| 35                            | Hilfskorps Heilige Liga | 1585      |
| 36                            | Hilfskorps Provence     | 1586      |
| 37                            | Hilfskorps Leibwache    | 1587–1588 |
| 38                            | Freikorps Navarra       | 1587      |
| 39                            | Hilfskorps Navarra      | 1587      |
| 40                            | Hilfskorps Auneau       | 1587      |
| 41                            | Hilfskorps Burgund      | 1587–1588 |
| 42                            | Hilfskorps Saluzzo      | 1589      |
| Unterschrift Heinrich III.    |                         |           |

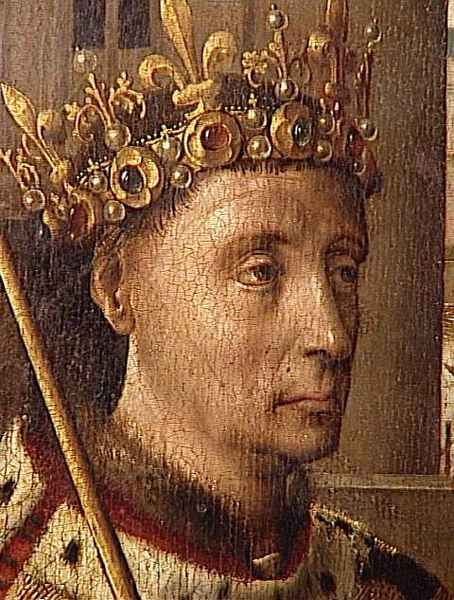
Karl VII.
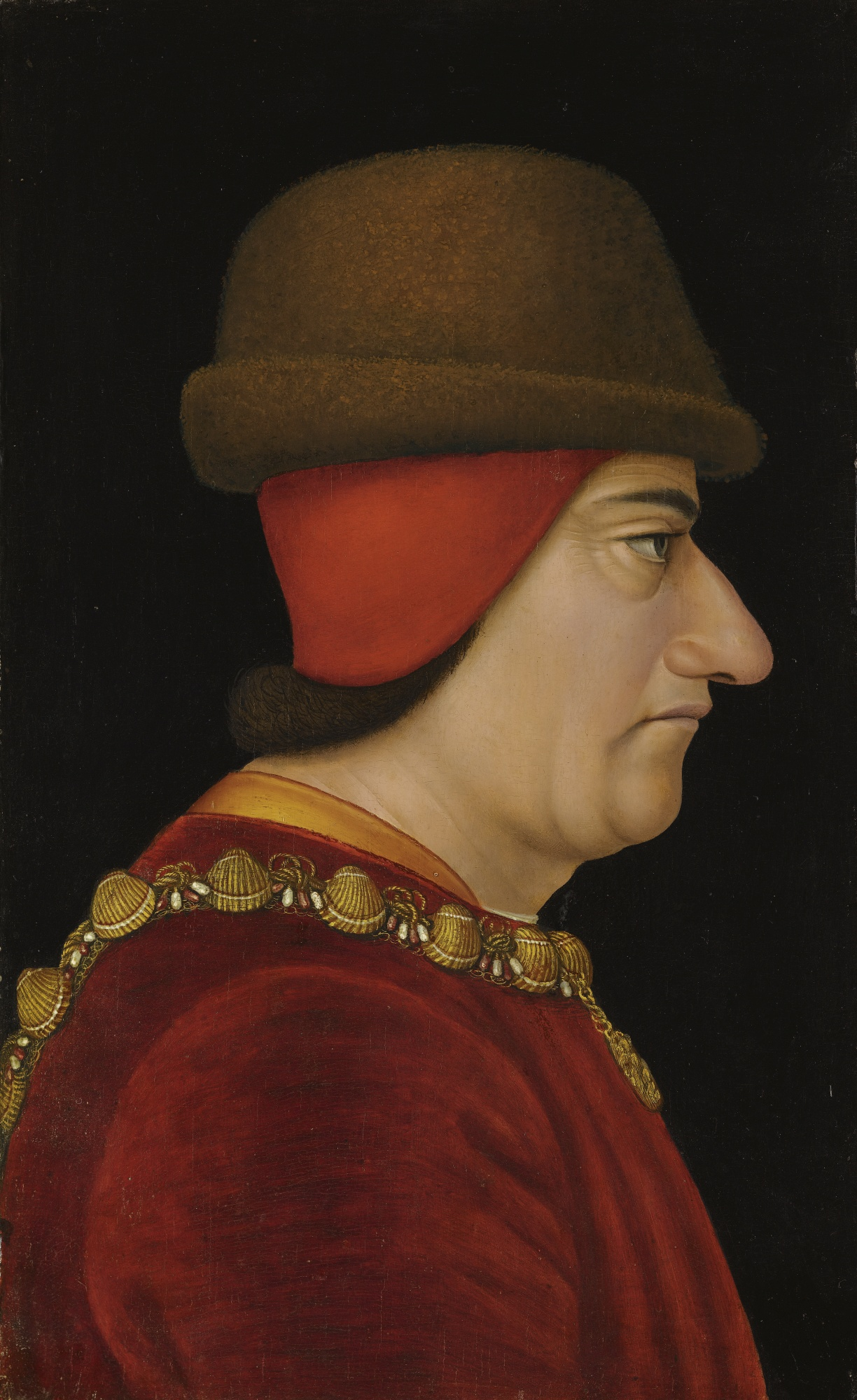
Ludwig XI.
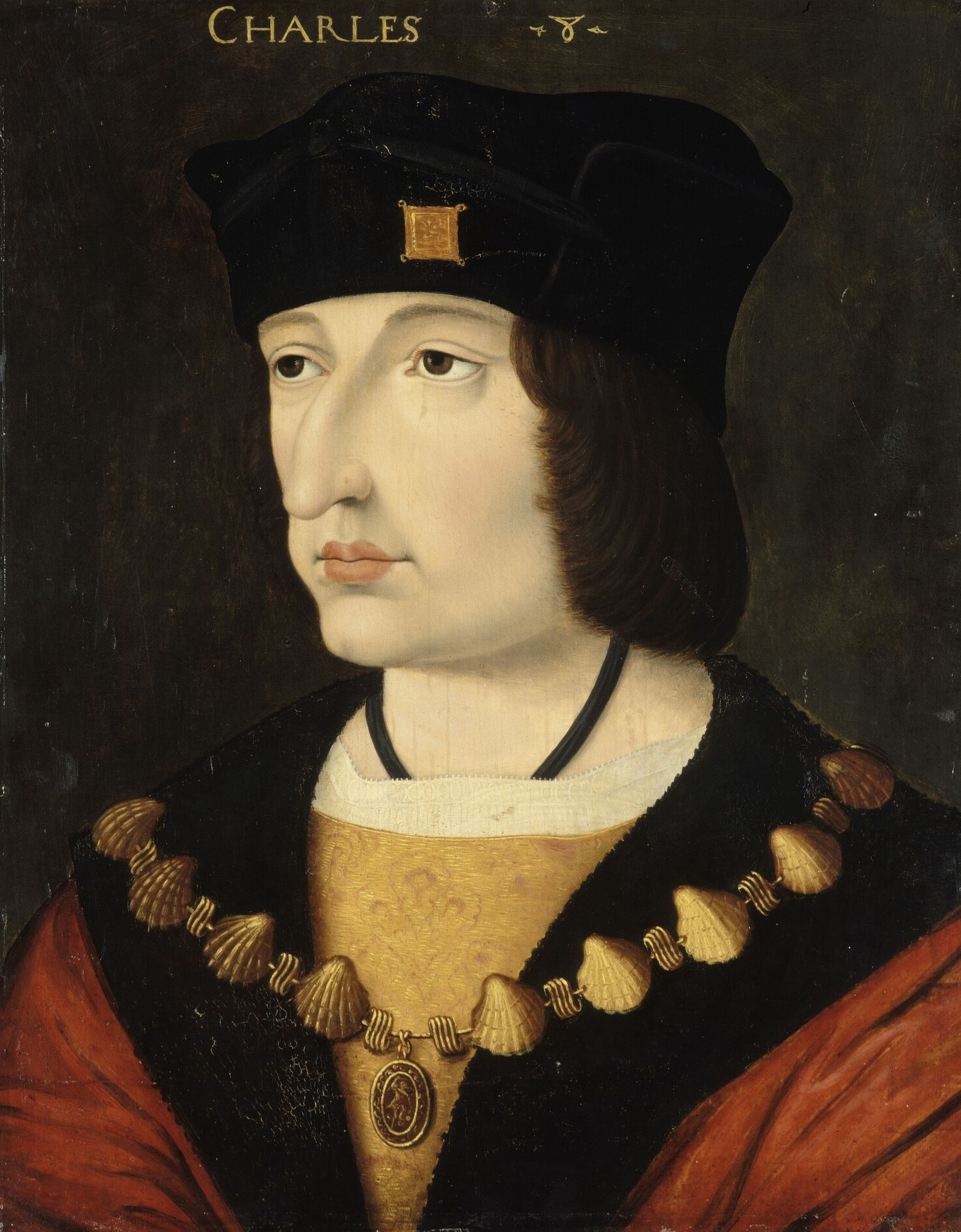
Karl VIII.
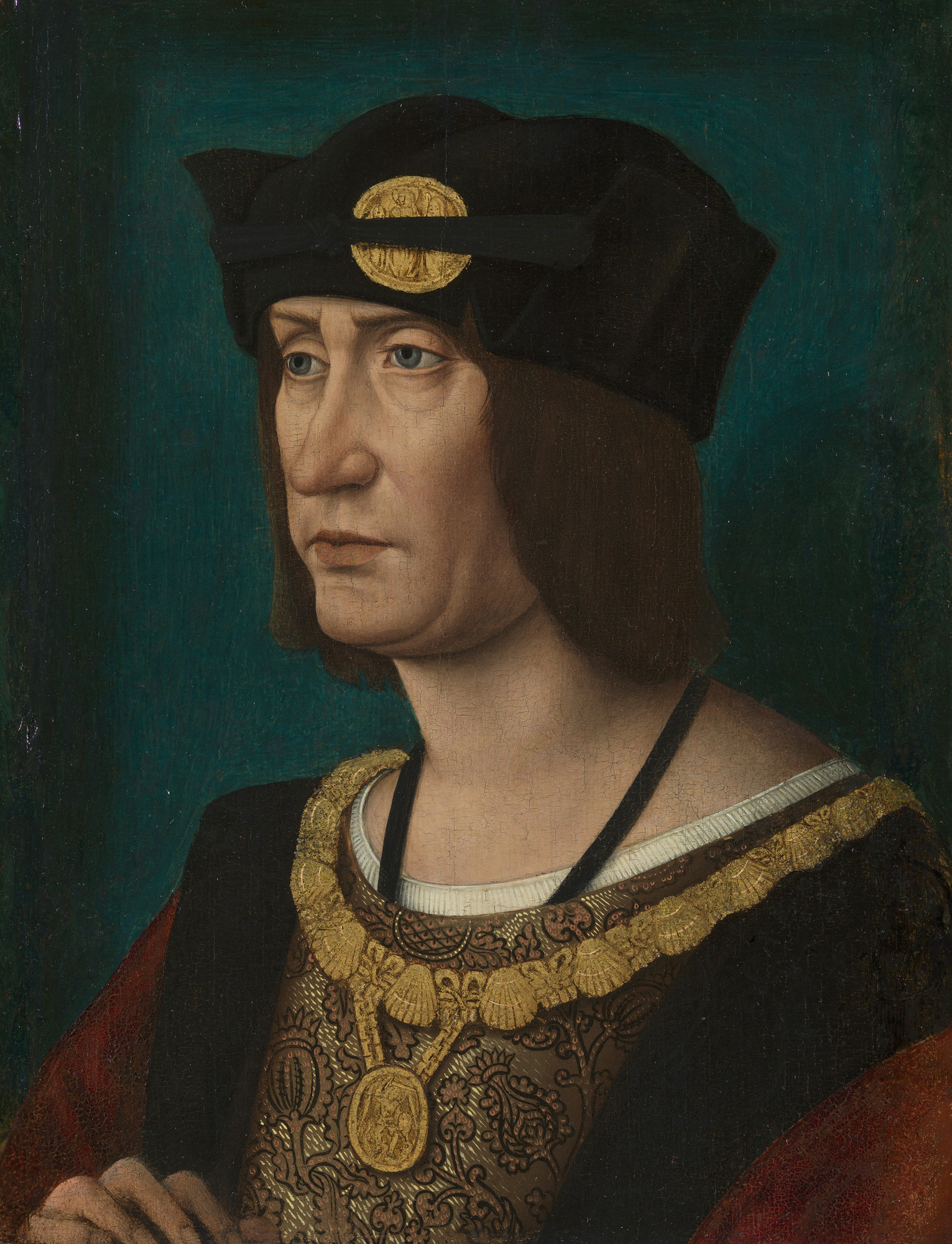
Ludwig XII.
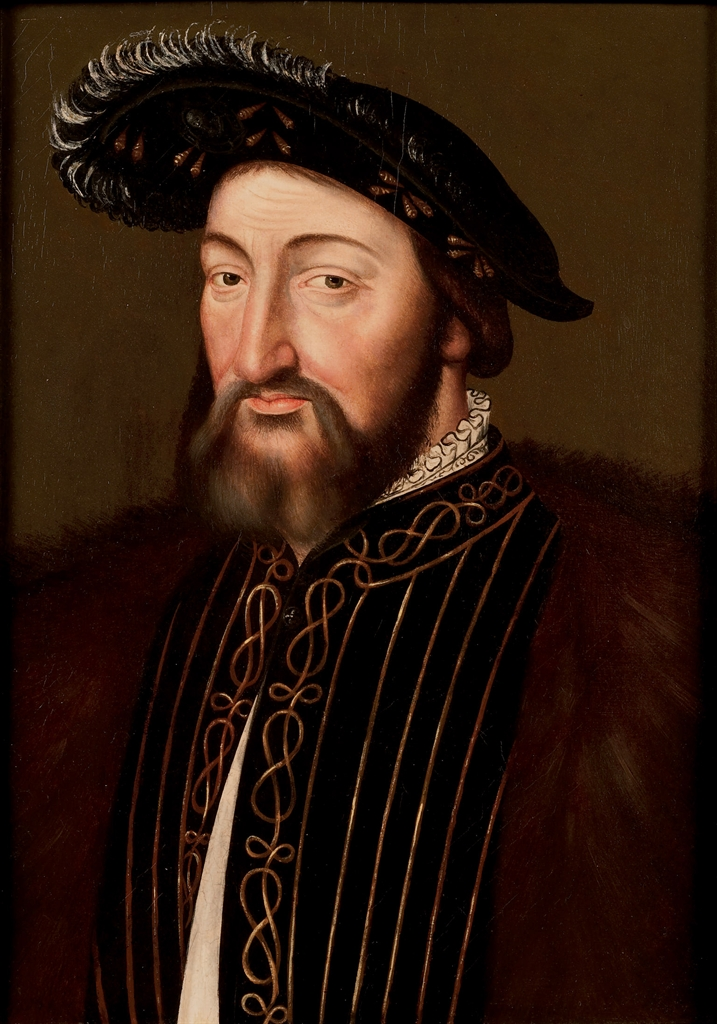
Franz I.
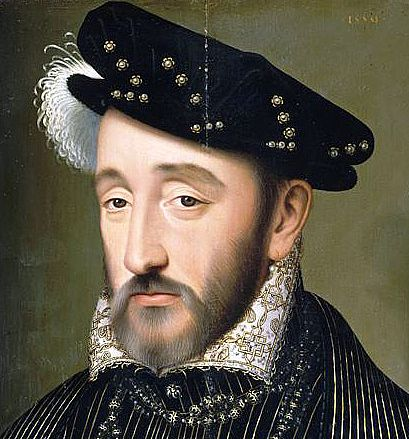
Heinrich II.
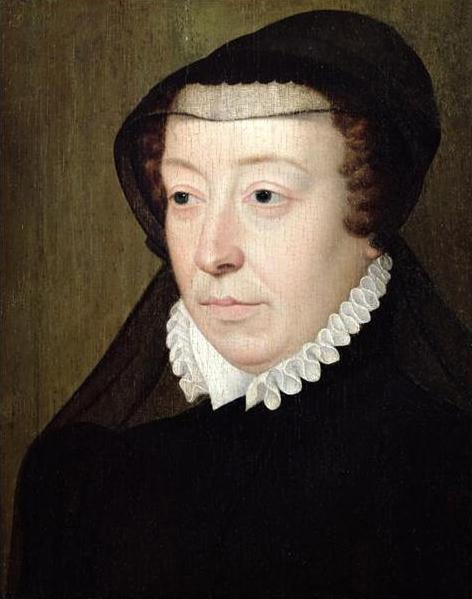
Katharina von Medici
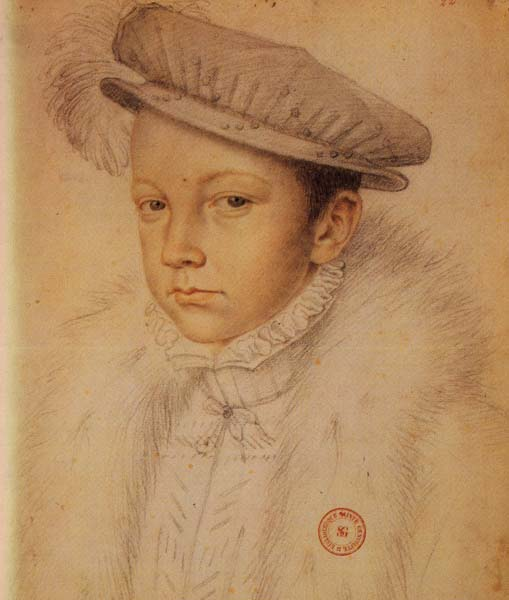
Franz II.
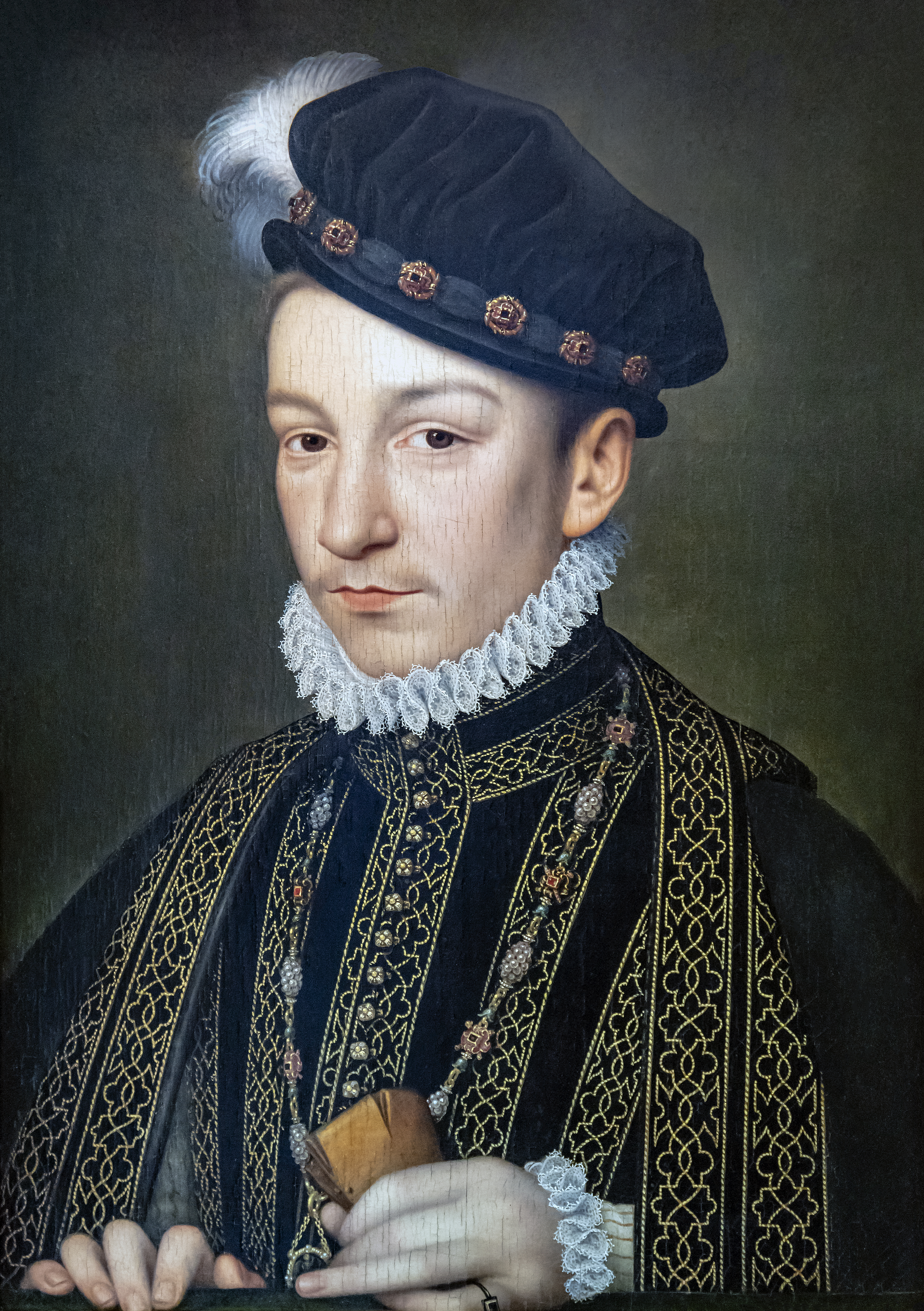
Karl IX.
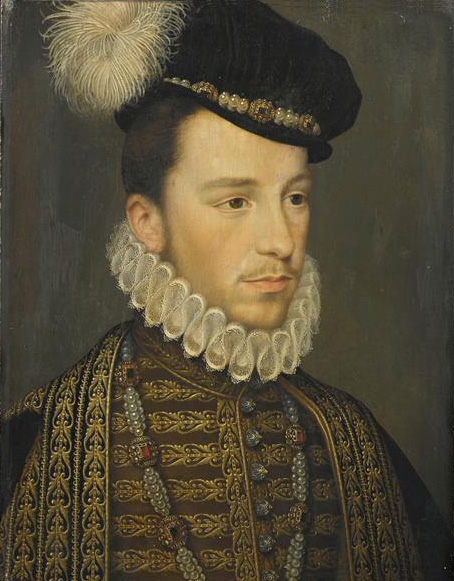
Heinrich III.

## Die erste Schweizer Truppe in fremden Diensten im Burgundischen Erbfolgekrieg 1477–1493
Der französische König Karl VII., nachdem er 1447 von der Tagsatzung die Bewilligung zur Werbung von 4'000 Söldnern erhalten hatte, war der Erste, der sich 1453 im Freundschaftsvertrag von Montil-les-Tours verpflichtete, den Eidgenossen «niemals Widerwärtigkeiten zu bereiten», ihnen Beistand zu leisten und freien Durchpass zu gewähren. Seinen Antrag, ihm eine offizielle Schweizer Truppe von 1'000 Mann auszuheben, lehnte die Tagsatzung in Bern hingegen ab.
Der Tod von Karl dem Kühnen 1477 in den Burgunderkriegen führte zur Konfrontation Ludwigs XI., Sohn und Nachfolger von Karl VII., mit Maximilian I. von Österreich. Der Habsburger Maximilian hatte die Tochter und Alleinerbin Karls des Kühnen, Maria von Burgund, geheiratet. Der Streit um den Besitz des Herzogtums Burgund entlud sich von 1477 bis 1493 im Burgundischen Erbfolgekrieg.
Ludwig XI. war mit den Eidgenossen bereits 1470 ein militärisches Abkommen gegen Karl den Kühnen, 1474 ein Bündnis für gegenseitige Hilfe und 1475 nochmals eine Militärkapitulation eingegangen. Aber erst fünf Jahre später taten die an führende Eidgenossen ausbezahlten Pensionen ihre Wirkung. Nach einem grossen Übungslager bei Rouen, in dem er 6'000 Schweizer als Instruktoren und Mustertruppe zur Einführung des Gewalthaufens bei seiner eigenen Infanterie eingesetzt hatte, gelang es ihm, bei der eidgenössischen Tagsatzung eine Kapitulation in Kraft zu setzen, die die Bewilligung von regelmässigen Zuzügen von Schweizer Truppen enthielt. Es war der Beginn eines fast vier Jahrhunderte dauernden militärischen Bündnisverhältnisses.
Noch im selben Jahr 1480 forderte Ludwig XI. 5'950 Fusstruppen und 400 Reiter an, für den Einsatz im Burgundischen Erbfolgekrieg. Die Tagsatzung sandte daraufhin ein eidgenössisches Hilfskorps nach Chalôns-sur-Saone. Es war dies die erste Schweizer Truppe in ausländischen Diensten überhaupt.
| Bezeichnung, Einsatzdauer         | (1fra) Hilfskorps «Tschalunerzug» 1480 | (1fra) Hilfskorps «Tschalunerzug» 1480 |
| Jahr, Vertragspartner             | 1480, Kapitulation von König Ludwig XI. von Frankreich mit der eidgenössischen Tagsatzung. Diese verlangte dabei erstmals das weisse Kreuz auf allen Feldzeichen. | 1480, Kapitulation von König Ludwig XI. von Frankreich mit der eidgenössischen Tagsatzung. Diese verlangte dabei erstmals das weisse Kreuz auf allen Feldzeichen. |
| Bestand, Formation                | Das erstmals von den eidgenössischen Behörden selber aufgebotene Hilfskorps bestand aus über 6'000 Mann (entsprechend etwas mehr 60 Fähnlein von 100 Mann). | |
| Herkunft Kader, Truppe            | Die Truppe erhielt grossen Zulauf aus der ganzen Eidgenossenschaft, den zugewandten Orten und gemeinen Herrschaften: 1'000 Zürcher unter Hans Waldmann mit Fähnrich Jakob Tig, 1'000 Berner unter Wilhelm von Diesbach mit Fähnrich Heinrich Matter, Niklaus Zurkinden (Schützenmeister), Bartholomäus Bütschelbach (Metzger, rechtes Fähnlein) und Hans Linder (Gerber, Schützenfähnlein), 800 Luzerner unter Heinrich Fehr mit Fähnrich Fankhauser, 500 Freiburger unter Jacques de Faussigny und Heinrich Fegelin, 500 Solothurner unter Urs Steger, 2'000 Mann aus Uri, Schwyz, Unterwalden, Zug, Rottweil, der Fürstabtei und der Stadt St. Gallen, dem Thurgau und den gemeinen Herrschaften, 150 Mann von Biel, sowie 400 Reiter unter Niklaus von Scharnachtal. | |
| Besitzer, Kommandant, Namensgeber | Das Hilfskorps stand nicht unter einem einheitlichen Kommando. Vor einer Kampfhandlung trat jeweils ein aus den Führern der verschiedenen Kontingente gebildeter Kriegsrat zur Entschlussfassung zusammen. | |
| Einsatz, Ereignisse               | Als Eid wurde die Luzerner Version gewählt: „Wer den friden verseit, oder mit worten bricht, es sye mit fluchen oder mit schelten, da sönd di Houptlüt gewalt han, bi iren eiden angends ze strafen an sinen eren oder an sinem lib oder an sinem leben. Und wer den brichet mit den werken, dem soll man abslagen sein houpt, dötet aber jeman den anderen im friden, den setzt man als ein mörder uff ein Rat.“ Als das Schweizer Korps in Chalôns-sur-Saône angelangt war, hatte Ludwig XI. mit Maximilian I. bereits einen Waffenstillstand abgeschlossen. Zum Unmut der Schweizer mussten sie unverrichteter Dinge wieder abziehen. Es kam zu Plünderungen in Châlons und Arles. Letzteres Städtchen wurde von Wilhelm von Diesbach jedoch daraufhin aus persönlichen Mitteln entschädigt. Auf dem Heimweg ertranken noch 200 Mann aus Zug, Glarus und Baden, als ihre Schiffe mit der Brücke von Wangen an der Aare kollidierten und kenterten. Der «Tschalunerzug» war zwar vergeblich, hatte aber als gemeinsamer eidgenössischer Staatsakt trotzdem eine wegweisende Bedeutung. 1481 gewährte der König den Schweizern in den Patentbriefen dann noch erhebliche Privilegien. | Als Eid wurde die Luzerner Version gewählt: „Wer den friden verseit, oder mit worten bricht, es sye mit fluchen oder mit schelten, da sönd di Houptlüt gewalt han, bi iren eiden angends ze strafen an sinen eren oder an sinem lib oder an sinem leben. Und wer den brichet mit den werken, dem soll man abslagen sein houpt, dötet aber jeman den anderen im friden, den setzt man als ein mörder uff ein Rat.“ Als das Schweizer Korps in Chalôns-sur-Saône angelangt war, hatte Ludwig XI. mit Maximilian I. bereits einen Waffenstillstand abgeschlossen. Zum Unmut der Schweizer mussten sie unverrichteter Dinge wieder abziehen. Es kam zu Plünderungen in Châlons und Arles. Letzteres Städtchen wurde von Wilhelm von Diesbach jedoch daraufhin aus persönlichen Mitteln entschädigt. Auf dem Heimweg ertranken noch 200 Mann aus Zug, Glarus und Baden, als ihre Schiffe mit der Brücke von Wangen an der Aare kollidierten und kenterten. Der «Tschalunerzug» war zwar vergeblich, hatte aber als gemeinsamer eidgenössischer Staatsakt trotzdem eine wegweisende Bedeutung. 1481 gewährte der König den Schweizern in den Patentbriefen dann noch erhebliche Privilegien. |

## Die erste stehende Schweizer Truppe in fremden Diensten nach dem französischen Neapelfeldzug 1494–1495
1484 erneuerten die Eidgenossen das französische Bündnis mit Karl VIII., dem Nachfolger Ludwigs XI., in einer feierlichen Zeremonie in Luzern. Er enthielt das ausdrückliche Verbot der nicht bewilligten Werbung von Söldnern.
Zehn Jahre später löste Karl VIII. 1494 mit seinem letztlich missglückten Feldzug nach Neapel, an dem er auch 8'000 Schweizer einsetzte, die Italienischen Kriege aus. Das zerstückelte Italien wurde nun zum Zankapfel der neuen Territorialstaaten Frankreich, Spanien, Habsburg und zeitweilig sogar der Eidgenossen.
Karl VIII. hatte seinen Griff nach dem Königsthron von Neapel mit England (1492 Vertrag von Étaples), Spanien (1493 Frieden von Barcelona) und Österreich (1493 Vertrag von Senlis) zwar diplomatisch abgesichert. Die Schnelligkeit und Brutalität seines Vorstosses vom verbündeten Herzogtum Mailand des Ludovico Sforza aus nach Neapel, das er nach kurzer Belagerung 1495 eroberte, erzeugte jedoch Widerstand. Selbst Sforza wechselte das Lager und löste die Bildung der Liga von Venedig aus. Nachdem er durch deren Landsknechtenheer in Süditalien abgeschnitten zu werden drohte, zog sich Karl VIII. mit seinem Heer in die Lombardei zurück. Dort konnte er sich 1495 nach der verlorenen Schlacht bei Fornovo nur mit Glück (die venezianischen Truppen begannen zu plündern, statt ihn zu verfolgen) und unter Zurücklassung der Beute seines Italienfeldzuges zurück nach Frankreich retten. Die durch den Feldzug aufgehäuften Schulden hinderten ihn an dessen Fortsetzung.
| Bezeichnung, Einsatzdauer         | (2fra) inoffizielle Söldnertruppe Neapel 1494–1495 | (2fra) inoffizielle Söldnertruppe Neapel 1494–1495 |  |
| Jahr, Vertragspartner             | Unbewilligte Werbung 1494 von Schweizer Söldnern durch Antoine de Bassey, Landvogt von Dijon und königlicher Generaloberst für die Schweizer Truppen, an Werbestellen ausserhalb des Territoriums der Eidgenossenschaft. Diese Werbung stand im Widerspruch zum Bündnis von 1484, das die nicht genehmigte Anwerbung verbot, und erfolgte gegen den tätigen aber wirkungslosen Widerstand der Tagsatzung. | Unbewilligte Werbung 1494 von Schweizer Söldnern durch Antoine de Bassey, Landvogt von Dijon und königlicher Generaloberst für die Schweizer Truppen, an Werbestellen ausserhalb des Territoriums der Eidgenossenschaft. Diese Werbung stand im Widerspruch zum Bündnis von 1484, das die nicht genehmigte Anwerbung verbot, und erfolgte gegen den tätigen aber wirkungslosen Widerstand der Tagsatzung. |  |
| Bestand, Formation                | Inoffizielle Söldnertruppe von 8'000 Mann (entsprechend 80 Fähnlein von 100 Mann). | |  |
| Herkunft Kader, Truppe            | Reisläufer aus der ganzen Eidgenossenschaft. | |  |
| Besitzer, Kommandant, Namensgeber | Gian Giacomo Trivulzio, Engelbert von Kleve, Antoine de Bassey und Louis de Menton, Herr von Lornay werden in der Schlacht bei Fornovo als Kommandanten erwähnt. | |  |
| Einsatz, Ereignisse               | Die Schweizer, als Kern des Heeres von Karl VIII., verbreiteten durch ihre unerbittliche Brutalität (keine Gefangenen!) besonderen Schrecken beim Vormarsch durch die oberitalienischen Stadtstaaten. Beim Einmarsch des Heeres in Rom, dem sich der in die Engelsburg zurückgezogene Papst Alexander VI. widerwillig fügte, machten sie durch ihre geschlossene Formation und prächtige Erscheinung grossen Eindruck auf die Bevölkerung. Als sich die Stimmung gegen Frankreich zu wenden begann und er in Süditalien abgeschnitten zu werden drohte, trat Karl III. den Rückzug nach Oberitalien an. Ein Teil des Heeres und auch der Schweizer Söldner blieb in Neapel zurück oder ging durch Seuchen und Desertion ab. Karl VIII. verfügte noch über 5'000 Mann. Die beteiligten 3'000 Schweizer brachten unter grossen Anstrengungen die königliche Artillerie auf dem Landweg (beim Hinweg war sie per Schiff transportiert worden) über den Apennin zurück. In der Schlacht bei Fornovo sollen sie Karl VIII. vor der Gefangennahme bewahrt und ihn nachher, zusammen mit seiner Artillerie, sicher nach Frankreich begleitet haben. Aus Neapel brachten sie aber auch die Syphilis nach Hause, die sich nach Fornovo über ganz Europa zu verbreiten begann. Venedigs Truppen hatten aber Frankreich vorerst aus Italien vertrieben. | |  |

Karl VIII. war es auch, der 1497 mit der Leibgarde der «Hundertschweizer» die erste stehende Schweizer Truppe in fremden Diensten schuf. Die Hundertschweizer wurden zum Musterbeispiel, dem später der Vatikan und seine Legaten, die Seerepublik Genua, die Herzöge von Savoyen, die Stadtrepublik Lucca, der Statthalter der Republik der Vereinigten Niederlande Wilhelm III., die Herzöge von Lothringen und die Kurfürsten von Brandenburg-Preussen mit eigenen Schweizer Garden folgten.
| 109 Mann                                                         |
| 1 Hauptmann                                                      |
| 1 Leutnant                                                       |
| 1 Unterleutnant                                                  |
| 1 Fähnrich                                                       |
| 4 Wachtmeister                                                   |
| 6 Korporale                                                      |
| 6 Trommler und Pfeifer                                           |
| 90 Gardisten, eingeteilt in 6 Gruppen à 15 Mann unter 1 Korporal |

| 138 Mann                                     |
| 1 Hauptmann-Oberst                           |
| Stab:                                        |
| 1 Regiments-Adjutant (aide-major)            |
| 1 Unter-Adjutant (sous-aide-major)           |
| 1 Fähnrich                                   |
| 1 Oberfourier, als Quartiermeister           |
| 1 Feldprediger                               |
| 1 Oberchirurg                                |
| 1 Unterinspektor                             |
| Mannschaft:                                  |
| 2 Leutnants                                  |
| 2 Unterleutnants                             |
| 4 überzählige Unterleutnants, ohne Besoldung |
| 2 Feldweibel                                 |
| 4 Wachtmeister                               |
| 2 Fouriere                                   |
| 8 Korporale                                  |
| 4 Tambouren                                  |
| 2 Pfeifer                                    |
| 100 Gardisten                                |

| Wilhelm Frölich                             |
| Jost Greder von Wartenfels1                 |
| Wilhelm Tugginer, Neffe von Wilhelm Frölich |
| 1584–1602 Balthasar von Grissach            |

| 1603–1615 Kaspar Gallati |

| Jakob Fegelin                            |
| François d’Affry                         |
| Ulrich, Niklaus und Philipp von Diesbach |
| Joseph de Reynold                        |

1498, nur ein Jahr später, starb Karl VIII., erst 27-jährig, in seinem Schloss Amboise an den Folgen eines Unfalls.

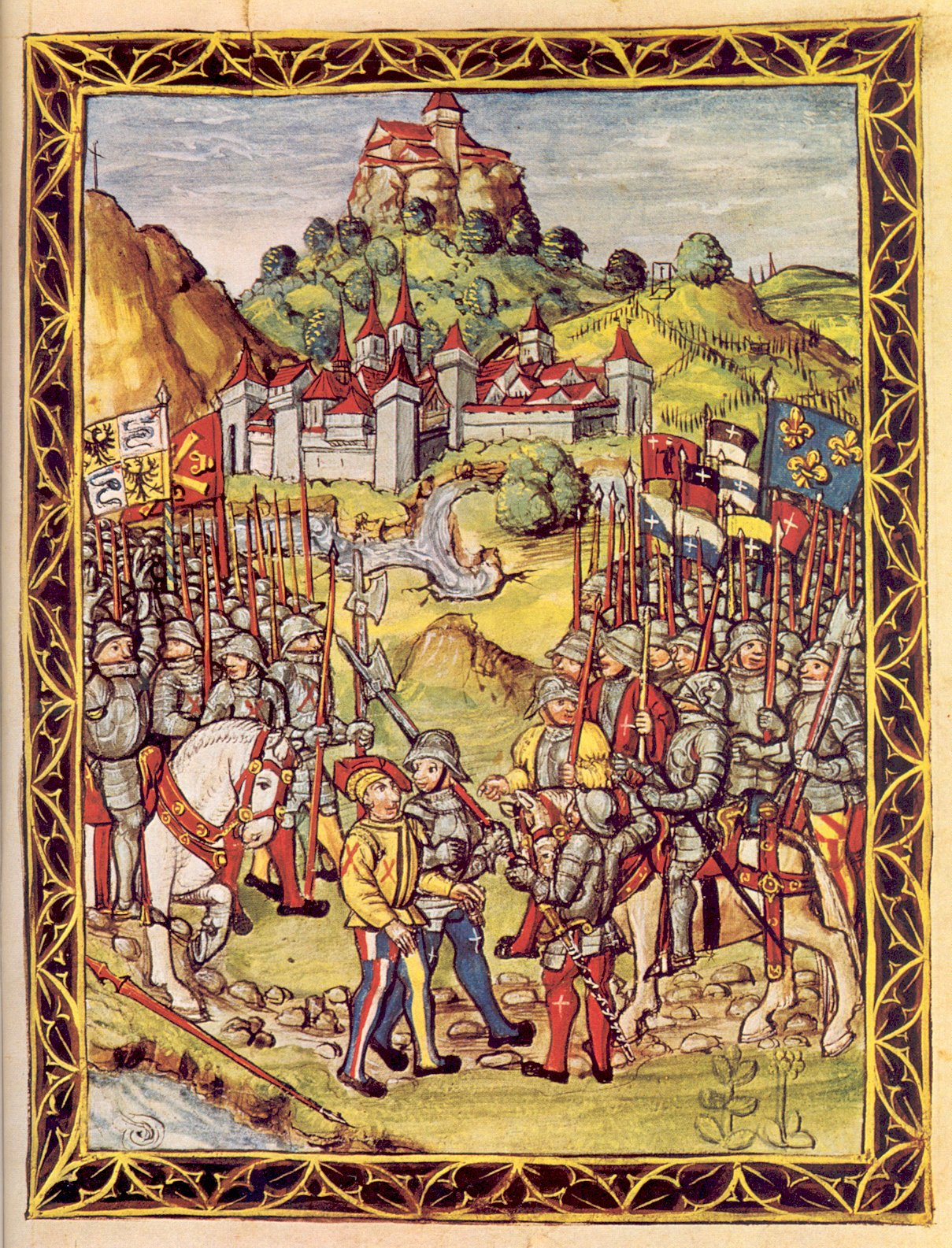
Verrat von Novara 1500
Diebold Schilling

## Einsatz im zweiten französischen Italienfeldzug 1499–1504
König Ludwig XII. führte die italienischen Eroberungspläne seines Vorgängers Karl VIII. weiter. Er hatte eine Visconti als Grossmutter und leitete daraus seinen Anspruch auf das Herzogtum Mailand ab, das er 1499 er mit Hilfe von Schweizer Söldnern eroberte. Ein Jahr später hatte aber Herzog Ludovico Sforza – ebenfalls mit eidgenössischen Reisläufern – sein Herzogtum zurückgeholt.
Dabei kam es 1500 in Novara beinahe zur Direktbegegnung von Schweizern in den gegnerischen Lagern von König Ludwig XII. einerseits und Herzog Sforza andererseits. Die Tagsatzung konnte sie mit knapper Not verhindern, nicht aber die schmähliche Gefangennahme von Ludovico Sforza durch die Franzosen.
Herzog Ludwig Sforza hatte 11'000 Schweizer Söldner geworben und zur Verteidigung von Novara eingesetzt. König Ludwig XII. belagerte mit einem 24'000 Mann starken Heer, das eidgenössischen Hilfskorps inklusive, die Stadt.
Die aufgeschreckte Tagsatzung in Zürich schickte sofort Sendboten auf beide Seiten mit der Aufforderung, entweder sofort nach Hause zurückzukehren oder sich unter einer Fahne zu vereinigen. Daraufhin lief die Besatzung von Novara unter Landammann Hans Zellweger sowie den Hauptleuten Hans Meggeli und Christian Brander, alle aus Appenzell-Unterroden, zu den Belagerern über.
Herzog Sforza wurde dabei durch Verrat eines Kriegsknechts namens Hans Turmann aus Uri an Ludwig XII. ausgeliefert und starb acht Jahre später in französischer Gefangenschaft in Loches in der Tourraine. Die Tagsatzung führte über diese Treulosigkeit eine strenge Untersuchung durch: Turmann wurde, als «Bauernopfer», hingerichtet.
| Bezeichnung, Einsatzdauer         | (4/5fra) Hilfskorps Lombardei 1499/1500 |
| Jahr, Vertragspartner             | 1499, Bündnis von Ludwig XII., König von Frankreich, mit den zehn eidgenössischen Orten Zürich, Bern, Luzern, Uri, Schwyz, Unterwalden, Zug, Glarus, Freiburg und Solothurn. Es brachte der Eidgenossenschaft im Schwabenkrieg französische Artillerieunterstützung mit Kanonen, Munition und Bedienungsmannschaften und Frankreich den Zuzug von Schweizer Infanterie im Italienfeldzug. Im Artikel 11 wurde dem König zugesichert, dass er die seine offizielle Anforderung überschreitende Zahl von Söldnern nicht zu besolden habe. Offenbar wollte er sich gegen die finanzielle Ausbeutung durch allzu viele kriegslustige Schweizer schützen! Hingegen sagte er jedem der zehn Orte eine jährliche Zahlung von 2'000 Franken zu. |
| Bestand, Formation                | Das eidgenössische Hilfskorps soll bis 14'000 Mann umfasst haben (entsprechend 140 Fähnlein von 100 Mann). |
| Herkunft Kader, Truppe            | In den Quellen werden die eidgenössischen Hauptleute Kaspar Goeldli und Jakob Stapfer aus Zürich, Kaspar Schöni, Michael Hueber, Hans von Weingarten, Niklaus von Graffenried, Ludwig und Burkhard von Erlach sowie Ludwig von Büren genannt. Der Zulauf an Söldnern aus der ganzen Schweiz war überaus gross, trotz des Eigenbedarfs der Eidgenossen für den Schwabenkrieg. |
| Besitzer, Kommandant, Namensgeber | Die Schweizer Truppen standen unter dem Kommando von Antoine de Bassey, Landvogt von Dijon und königlicher Generaloberst für die Schweizer Truppen. |
| Einsatz, Ereignisse               | 1499 gelang es de Bassey mit 6'000 Schweizern das Herzogtum Mailand zu erobern, das aber bis im Frühjahr 1500 wieder an Herzog Ludovico Sforza verloren ging. 1500 holte der Landvogt von Dijon mit über 14'000 Schweizern in der nicht geschlagenen Schlacht von Novara das Herzogtum wieder in französischen Besitz zurück. Diese ennetbirgischen Kriegszüge der Eidgenossen trugen den Ständen Uri, Schwyz und Unterwalden 1503 im Frieden von Arona das Bleniotal, die Riviera und Bellinzona ein. Die Eidgenossen begannen auch Grossmachtträume zu träumen. |

Anschliessend eroberten Frankreich (von Norden) und Spanien (von Süden) 1501 gemeinsam das Königreich Neapel. Zwei Jahre später wurden die Franzosen von Spanien aber bereits wieder aus Italien vertrieben. Ludwig XII. anerkannte 1505 im Vertrag von Blois die Niederlage. Es war der Beginn der zwei Jahrhunderte dauernden Herrschaft der spanischen Habsburger über Süditalien.

## Entfremdung und eidgenössische Grossmachtträume im Grossen Venezianer Krieg 1508–1515
Ludwig XII. gab seine Italienpläne nicht auf und forderte 1507 von der Tagsatzung eine Schweizer Truppe zu seinem Schutze und zu seiner Begleitung nach Mailand, was ihm bewilligt wurde. In Wirklichkeit beabsichtigte er aber, die Reichsstadt Genua, deren Adel von einem Volksaufstand bedrängt wurde, einzunehmen. Was ihm mit Hilfe der Schweizer Truppe noch im selben Jahr auch gelang, aber in der Eidgenossenschaft nicht gut ankam.
| Bezeichnung, Einsatzdauer         | (6fra)Hilfskorps «Jenowerzug» 1507 |
| Jahr, Vertragspartner             | König Ludwig XII. beantragt 1507 auf Grund des Bündnisses von 1499 den Zuzug von 4'000 Mann. Die Tagsatzung bewilligt das Gesuch mit der Auflage, dass die Truppe nicht gegen das Heilige Römische Reich Deutscher Nation verwendet werden dürfe. |
| Bestand, Formation                | Wiederum fand sich in Alexandria ein Hilfskorps ein, dessen Zahl die Anforderung deutlich überstieg. Die Quellen sprechen von 6'000 Mann. |
| Herkunft Kader, Truppe            | Aus der ganzen Eidgenossenschaft. |
| Besitzer, Kommandant, Namensgeber | Keine Angaben. |
| Einsatz, Ereignisse               | Als der Tagsatzung das eigentliche Angriffsziel, die Reichsstadt Genua, bewusst wurde, verbot sie der Schweizer Truppe das Überschreiten des Flusses Po und Bern orderte sein Kontingent sogar zurück. Das Schweizer Hilfskorps liess sich aber nicht mehr aufhalten und zog vor Genua. Den ersten Sturm der Stadt überliessen die zwölf Orte den Truppen der Zugewandten Orte und Gemeinen Herrschaften. Angeführt vom Unterwaldner Haudegen Hauptmann Oswald von Rotz, unterstützt von Büchsenschützen und einem Fähnlein Freiwilliger unter Berner Führung gelang die Aktion. Die Besetzung der Stadt übernahmen französische Truppenteile. Nach dem erfolgreichen genuesischen Gegenstoss machte der anschliessende Angriff der Hauptmacht der zwölf Orte die Eroberung von Genua komplett. In der Eidgenossenschaft war das eklatante Täuschungsmanöver des französischen Königs jedoch längst nicht vom Tisch! |

1509 verweigerte die Tagsatzung, nicht zuletzt deswegen, die Erneuerung des Bündnisses von 1499. Gleichzeitig schlossen jedoch die Drei Bünde zum ersten Mal eine identische Soldvereinbarung ab, obwohl sie eigentlich mit Venedig enge Beziehungen pflegten. Die je 2'000 Franken jährlich für alle Drei waren ein überzeugendes Argument. Denn König Ludwig XII. liess sich nicht beirren. Die von ihm mit Kaiser Maximilian I. 1508 vereinbarte Liga von Cambrai gab vordergründig den Kampf gegen die Osmanen als Ziel an.
In Wirklichkeit ging es den Verbündeten jedoch um ihre Machterweiterung auf Kosten der Republik Venedig, auf deren italienischem Festlandterritorium (Terraferma). Dem Bunde schloss sich, neben weiteren europäischen Mächten, auch Papst Julius II. an, der Venedig mit dem Interdikt belegte. Nach der Schlacht von Agnadello 1509, die für die französische Armee (auch mit eidgenössischen und bündnerischen Söldnern!) unter Gian Giacomo Trivulzio erfolgreich verlief, wandte sich die allgemeine Stimmung wieder gegen die entstandene Vormachtstellung Frankreichs in Oberitalien.

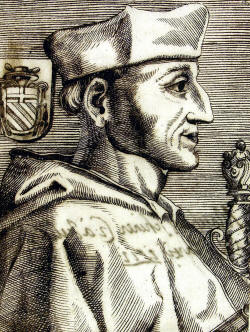
Kardinal Matthäus Schiner

Zuerst gelang es 1510 der päpstlichen Diplomatie unter tatkräftiger Mithilfe des Walliser Kardinals Matthäus Schiner und trotz der französischen Pensionsgelder, die Eidgenossen zum Abfall von Frankreich und für ein fünfjähriges päpstliches Soldbündnis zu gewinnen. 1511 waren sie sogar zum Beitritt in die Heilige Liga zu bewegen, einem Bündnis der europäischen Mächte inklusive Mailand (Sforza) und Venedig, das gegen Frankreich gerichtet war.
Nach Anfangserfolgen der Franzosen gelang es 1513 Herzog Massimiliano Sforza mit einem Schweizer Hilfskorps, im Namen der Heiligen Liga das französische Aufgebot unter dem Feldherrn Louis II. de La Trémoille in der Schlacht bei Novara in die Flucht zu schlagen. Die Eidgenossen machten die gegnerischen Landsknechte gnadenlos nieder waren aber, ohne Reiterei, nicht in der Lage, die Flüchtenden zu verfolgen. Sie erbeuteten aber die Kanonen der französischen Artillerie.
Nun waren es die Eidgenossen, die Massimiliano Sforza offiziell wieder als Herzog über das Herzogtum Mailand einsetzten. Sie liessen es auch nicht bei den «offenen Rechnungen» mit Frankreich bewenden und unternahmen noch 1513 einen Beutezug ins reiche Burgund nach Dijon. Die Belagerung der Stadt brachen sie erst nach der Vereinbarung einer hohen Lösegeldsumme ab, deren Zahlung Frankreich dann allerdings schuldig blieb. Die aufkeimenden Grossmachtgelüste der Eidgenossen wurden 1515 in der Schlacht bei Marignano dann jäh zerstört.
König Franz I., der Nachfolger von Ludwig XII., weichte die eidgenössische Front mit finanziellen Argumenten auf und verabreichte, im modernen Kampf der verbundenen Waffen (Infanterie, Kavallerie und Artillerie) gegen die veraltete Taktik des Gewalthaufens, dem zum Kampf angetretenen Teil der Eidgenossen eine katastrophale und verlustreiche Niederlage. Nun war wieder Frankreich Herr über das Herzogtum Mailand und die Eidgenossen hatten einen Denkzettel verpasst bekommen, den sie nicht so schnell wieder vergessen würden.

## Mit dem«Ewigen Frieden» 1516 zurück in die Realität: Frankreich vs. Habsburg bis 1559
Der weit- und nachsichtige französische Sieger Franz I. schloss 1516 in Freiburg i. Ü. einen «Ewigen Frieden» mit den unterlegenen Eidgenossen ab, dem sich die Drei Bünde anschlossen. 1521 mündete er in ein neues Bündnis mit entsprechender Kapitulation. Die Eidgenossen, mit Ausnahme der Zürcher, die sich wegen der Opposition von Huldrych Zwingli nicht anschlossen, verpflichteten sich, im Falle eines «Verteidigungskrieges» Frankreich mit mindestens 6'000 und maximal 16'000 Mann zuzuziehen, die nicht geteilt und nicht auf dem Meer eingesetzt werden durften. Der König sagte auf Begehren 1'000 Reiter und 12 Geschütze und verschiedene finanzielle Leistungen zu. Dieses Vertragswerk von 1516/21 diente allen späteren Abkommen als Grundlage … und bestätigte den Vorrang der französischen Könige bei der Nachfrage nach Schweizer Truppen und Söldnern.
1419 starb Kaiser Maximilian I. Sein Enkel und Nachfolger Karl V. vereinigte nun zum ersten Mal alle Herrschaftsgebiete Habsburgs in einer Hand. Damit war erstens Frankreich von habsburgischem Territorium vollständig umschlossen und zweitens, mit Einbezug der überseeischen Territorien, seine Auseinandersetzung mit Habsburg von einer europäischen zur globalen Dimension angewachsen.
|  |  |  |

Dieser Gegensatz sollte für die nächsten über zwei Jahrhunderte, mehr oder weniger verdeckt, die europäische Politik und ihre dauernden Kriege bestimmen. König Franz I. allein führte in gut zwei Jahrzehnten (1521–1544) vier Kriege mit Kaiser Karl V. um die Vorherrschaft in Europa, beide mit wechselnden Koalitionen. Hauptkriegsschauplätze waren die Pyrenäen, an der Maas, in der Picardie und hauptsächlich Italien. Immer waren Schweizer Truppen und Söldner daran beteiligt.
| Bezeichnung, Einsatzdauer         | (7fra) Hilfskorps Picardie 1521 |
| Jahr, Vertragspartner             | 1521, Kapitulation Karl I., König von Frankreich, mit der eidgenössischen Tagsatzung. |
| Bestand, Formation                | König Franz I. beantragt 6'000 Mann. Die Tagsatzung schickt ein Hilfskorps von 10'000 Mann. |
| Herkunft Kader, Truppe            | Aus der ganzen Eidgenossenschaft. |
| Besitzer, Kommandant, Namensgeber | Erwähnt werden die Hauptleute Hans von Diesbach, Hans Frisching und Wilhelm von Treytorrens aus Bern, Oswald und Konrad Zurlauben aus Zug und Fridolin Gallati aus Glarus. |
| Einsatz, Ereignisse               | Die Kämpfe mit den spanischen Habsburgern wurden auch im Norden Frankreichs, in der Picardie, ausgetragen. Nach erfolgreichen Einsätzen in Bayonne, Bapaume, Landrecies, Hesdin waren die kaiserlichen Truppen aus der Picardie vertrieben. Das Gros wurde nach dem Feldzug wieder entlassen und 2'000 Mann blieben als Besatzung in Abbeville zurück. |

| Bezeichnung, Einsatzdauer         | (8fra) Hilfskorps Bicocca 1522 |
| Jahr, Vertragspartner             | 1522, Kapitulation Karl I., König von Frankreich, mit der eidgenössischen Tagsatzung. |
| Bestand, Formation                | Die Tagsatzung schickte ein Hilfskorps von 20'000 Mann. |
| Herkunft Kader, Truppe            | 3'000 Berner mit Albert von Stein und den Hauptleuten Rudolf von Mülinen, Wilhelm von Bonstetten und dem Waadtländer Jean de Mestral, 8'000 Urner, Schwyzer und Unterwaldner mit Arnold von Winkelried und den Zuger Hauptleuten Oswald und Konrad Zurlauben sowie dem Luzerner Kaspar Pfyffer, 8'000 Zürcher mit Ulrich von Hohensax und dem Glarner Hauptmann Hans Tschudi, 400 Freiburger mit Graf Johann II. von Greyerz und 300 Walliser mit Antoine de Courten. |
| Besitzer, Kommandant, Namensgeber | Marschall Odet de Foix, Vicomte de Lautrec führte den französischen Feldzug in die Lombardei. |
| Einsatz, Ereignisse               | In der Schlacht bei Bicocca 1522 war die spanische Feuerkraft (Arkebusen und Artillerie) einmal mehr den eidgenössischen Pikenieren überlegen. Die Eidgenossen erlitten im Kampf gegen die kaiserlichen Truppen fürchterliche Verluste, über 3'000 Mann. Unter den Gefallenen befanden sich fast alle Führer und der bernische Kommandant Albrecht vom Stein (er erschien später im Totentanz der bernischen Predigerkirche des als Feldschreiber beteiligten Niklaus Manuel): - Bern: Albert von Stein, Anton von Diesbach, Hans Augsburger, Jakob von Büttikon, Anton Fischer, Rudolf von Mülinen, Rudolf Nägeli, Fuchs, Berger und Wilhelm von Bonstetten; - Unterwalden: Arnold von Winkelried; - Glarus: Hans Tschudi; - Basel: Meltinger (Sohn des Bürgermeisters Heinrich Meltinger), Leonhard David, Bonaventura Baer; - Luzern: Kaspar Pfyffer; - Zug: Oswald und Konrad Zurlauben; - Zürich: Der jüngste Sohn Hohensax, Johann Jakob Zurgilgen, Heinrich Stör, Schwinkardt; - Wallis: Antoine de Courten. |

| Bezeichnung, Einsatzdauer         | (9fra) Hilfskorps Sesia 1524 |
| Jahr, Vertragspartner             | 1524, Kapitulation Karl I., König von Frankreich, mit der eidgenössischen Tagsatzung. |
| Bestand, Formation                | König Franz I. beantragt 6'000 Mann. Die Tagsatzung liess ein Hilfskorps von 12'000 Mann losmarschieren. |
| Herkunft Kader, Truppe            | Auso der ganzen Eidgenossenschaft inklusive je 2'000 Walliser und Bündner. |
| Besitzer, Kommandant, Namensgeber | Admiral Guillaume Gouffier de Bonnivet war Anführer der französischen Streitkräfte, die vergeblich versuchten, die Lombardei in Besitz zu nehmen. |
| Einsatz, Ereignisse               | Das französische Expeditionskorps sammelte sich in Vercelli um auf die Lombardei vorzurücken. Die 2'000 Bündner im Anmarsch unter Dietegen von Salis wurde wieder zurückgerufen, da der berüchtigte Condottiere Jakob Medici in Graubünden einzubrechen drohte. Der eidgenössische Hauptharst wurde durch die Pest und Desertionen so stark dezimiert, dass die Tagsatzung weitere 8'000 Mann aus Bern, Basel, Solothurn, Freiburg, Schaffhausen und Rottweil zur Verstärkung schickte. In der Schlacht von Romagnago an der Sesia 1524 wurden die Schweizer wiederum Opfer der spanischen Feuerkraft und erlitten mit 2/3 ihres Bestandes nochmals enorme Verluste. |

| Bezeichnung, Einsatzdauer         | (10fra) Hilfskorps Pavia 1524–1525 |
| Jahr, Vertragspartner             | 1524, Kapitulation Karl I., König von Frankreich, mit der eidgenössischen Tagsatzung. |
| Bestand, Formation                | Die Eidgenossenschaft stellte ein Hilfskorps 20'000 Mann auf. |
| Herkunft Kader, Truppe            | Ganze Eidgenossenschaft. |
| Besitzer, Kommandant, Namensgeber | Karl I. selber führte seine Truppen zusammen mit Admiral Guillaume Gouffier de Bonnivet in die Lombardei und in eine grandiose Niederlage. |
| Einsatz, Ereignisse               | Wiederum wurde Dietegen von Salis mit 5'000 Bündnern zurückgerufen, da Jakob Medici erneut in Graubünden einzubrechen drohte. Nach dem Einmarsch in Mailand belagerten 20'000 Schweizer unter Hans von Diesbach und Jacques de Rovéréa Pavia. Franz I. verlegte 10'000 davon nach Neapel. In der Schlacht bei Pavia 1525 wurden die Schweizer, obwohl die gegnerischen Landsknechte ins Schussfeld der eigenen Artillerie vorrückten und diese damit wirkungslos machten, ausmanövriert. Die Disziplinlosigkeit und sogar Meuterei der eidgenössischen Söldner rächten sich für einmal bitter. 4'000 Mann wurden gefangen, darunter zwei Tschudi, Rovéréa, Wilhelm von Treytorrens, Johann Jakob von Wattenwil und Peter von Ardez. 5'000 Eidgenossen liessen das Leben. Sogar Franz I. selber geriet in Gefangenschaft, nachdem seine «Hundertschweizer» bis auf den letzten Mann gefallen waren. Es wurde Zeit für eine Modernisierung der eidgenössischen Kampftaktik: Die Bedeutung der Büchsenschützen wurde endlich erkannt. In der Eidgenossenschaft entstanden nun überall Schützengesellschaften. Der Gewalthaufen wich in der Folge Formationen mit weniger Tiefe. 1526 wurden auch monatliche Besichtigungen der Schweizer Truppen eingeführt, um Grundlagen für die genaue Soldauszahlung, die Kontrolle der Bestände und die Ausrüstung zu schaffen! |

| Bezeichnung, Einsatzdauer         | (11fra) Hilfskorps Rom 1527 |
| Jahr, Vertragspartner             | 1527: Franz I. (unterstützt von England, Mailand und Venedig) forderte nach dem Sacco di Roma Schweizer Truppen an zur Befreiung von Papst Clemens VII.                           |
| Bestand, Formation                | Die Tagsatzung sprach ihm 10'000 Mann zu. Es war die erste Schweizer Truppe mit monatlicher Musterung.                                                                            |
| Herkunft Kader, Truppe            | Aus der ganzen Eidgenossenschaft. |
| Besitzer, Kommandant, Namensgeber | Das Hilfskorps stand unter der Führung von Jacques de Rovéréa, Niklaus von Graffenried, Wilhelm von Diesbach, Wolfgang von Weingarten, alle aus Bern, und Niklaus Muheim aus Uri. |
| Einsatz, Ereignisse               | Diese Schweizer Truppe wurde bereits in Oberitalien von der Pest vernichtet. |

| Bezeichnung, Einsatzdauer         | (12fra) Hilfskorps Savoyen 1536 |
| Jahr, Vertragspartner             | 1536 beantragte Franz I. Schweizer Truppen für einen Feldzug nach Savoyen. Herzog Karl III. von Savoyen hatte sich, durch die bernische Eroberung der Waadt bedrängt gefühlt, mit Karl V. verbündet. Franz I. glaubte sich gezwungen zu intervenieren.                                                                                        |
| Bestand, Formation                | 6'000 Mann in 12 Fähnlein von 500 Mann rückten offiziell und weitere freie Fähnlein mit dem französischen Heer in Savoyen ein. |
| Herkunft Kader, Truppe            | Keine Angaben. |
| Besitzer, Kommandant, Namensgeber | Die 12 eidgenössischen Fähnlein standen unter dem Kommando des Schaffhausers Kaspar Rinck von Wildenberg. Hieronimus von Luternau, Herr zu Belp, Werner Saler und Hans Junker aus Solothurn sowie Heinrich Kaltschmied und Kaspar Gallati aus Glarus (Vater des gleichnamigen späteren ersten Gardeobersten) führten freie Fähnlein ins Feld. |
| Einsatz, Ereignisse               | Der Feldzug wurde zum vollen Erfolg. Frankreich übte die nächsten zwei Jahrzehnte die volle Kontrolle über Savoyen aus. Die Bevölkerung profitierte vom fortschrittlichen französischen Gesellschaftssystem. Die Herzöge von Savoyen erhielten ihren Herrschaftsbereich erst mit dem Frieden von Cateau-Cambrésis 1559 zurück.                |

| Bezeichnung, Einsatzdauer         | (13fra) Hilfskorps „Zyrasoli“ 1543–1544 |
| Jahr, Vertragspartner             | 1543 verlangte Franz I. eidgenössischen Zuzug in Italien. |
| Bestand, Formation                | 7'500 Schweizer: 6 Kompanien à 300 Mann von Wilhelm Fröhlich (1 Kompanie von Fröhlich in Murten, 5 Kompanien eidgenössische Söldner von Saint Julien im Piemont ausgehoben), 7 Kompanien à 300 Mann von Ulrich von Hohensax (aus der Picardie herbeigeführt), zusätzlich je eine (nicht offizielle) Freikompanie der Hauptleute Fuchsberger aus Rottweil, Karly aus Chur und Andres von Uri, ergänzt mit 3'500 Greyerzern unter Graf Michael von Greyerz (aufgefüllt durch welsche Zuzüger unter dem Herrn von Cuny). |
| Herkunft Kader, Truppe            | Keine Angaben. |
| Besitzer, Kommandant, Namensgeber | Französischer Oberbefehl durch Franz von Bourbon, Herzog von Enghien. Generaloberst der Schweizer war James de Saint Julien, Botschafter Frankreichs in der Eidgenossenschaft und im Piemont. Er teilte die Schweizer Truppen erstmals in Regimenter ein, deren Feldobersten von der Tagsatzung nominiert wurden. Die Fähnlein wurden zu Kompanien, deren Soldaten (Spiessknechte, Büchsenschützen, Trommler und Pfeifer) von einem Hauptmann zusammen mit einem Leutnant, einem Fähnrich, Fourieren, Wachtmeistern, Korporalen und Gefreiten geführt wurden. Das Kriegsgericht tagte im Freien. Die Hauptleute konnten dessen Urteil mildern, aber nicht verschärfen. James de Saint Julien war von 1542 bis 1544 der erste Generaloberst der Schweizer. Ihm folgten bis 1814 neunzehn weitere Funktionsinhaber: - 1544–1562: Wilhelm Frölich, erster Generaloberst der Cent-Suisses; - 15??–1556: Diègue Mandosse, Erster maître d’hôtel du Roi, außerordentlicher Botschafter für die Belange der Schweizer und Graubündner; - 15??–1571: Claude de Clermont-Tonnerre, Baron von Dampierre; - 1571–1596: Charles de Montmorency, duc de Damville, Marschall von Frankreich; - 1596–1605: Nicolas de Harlay, Herr von Sancy; - 1605–1614: Henri II. de Rohan; - 1614–1632: François de Bassompierre, Marschall von Frankreich; - 1632–1642: Pierre-César du Cambout, Marquis von Coislin; - 1642–1643: Der Marquis de La Châtre; - 1643–1646: François de Bassompierre, Marschall von Frankreich; - 1647–1656: Charles de Schomberg; - 1657–1674: Der Graf von Soissons; - 1674–1710: Louis Auguste I. de Bourbon, duc du Maine; - 1710–1755: Louis Auguste II. de Bourbon, duc du Maine; - 1755–1762: Louis Charles de Bourbon, Graf von Eu; - 1762–1771: Étienne-François de Choiseul, Herzog von Choiseul; - 1771–1790: Charles, comte d'Artois, Bruder von Ludwig XVI.; - 1790–1807: Funktion aufgehoben - 1807–1809: Jean Lannes, kaiserlicher Marschall und Herzog von Montebello; - 1809–1814: Louis-Alexandre Berthier, kaiserlicher Marschall und Fürst von Neuenburg und Valangin. |
| Einsatz, Ereignisse               | In der Schlacht von Ceresole (Zyrasoli) wurden die unerfahrenen Greyerzer im ersten Angriff von den gegnerischen Landsknechten vollständig zusammengehauen. Hauptmann Fröhlich jedoch gelang an der Spitze der eidgenössischen Truppen eine vernichtende Revanche an diesen spanischen Landsknechten. Er hatte in Deckung abgewartet, bis sie ins Schussfeld der eigenen Artillerie und Musketiere liefen und sie so am Einsatz hinderten, bevor er sie mit voller Wucht angriff und erbarmungslos niedermachte. Die Schlacht von Ceresole endete mit einem französischen Sieg. |

König Heinrich II., der auf Franz I. nachfolgte, setzte das militärische Kräftemessen mit Habsburg und Kaiser Karl V. unvermindert fort. Er erneuerte 1549 den Staatsvertrag mit elf Orten der Eidgenossenschaft (ohne die protestantischen Orte Bern und Zürich), dem sich auch Graubünden anschloss.
Urs Sury, der Schultheiss von Solothurn, war an der Spitze der eidgenössischen Delegation, die das Bündnis in der Kathedrale Notre Dame in Paris feierlich beschwor. Er führte die Rangliste der zahlreichen einheimischen Pensionenempfänger Frankreichs an, das seit 1522 seine Botschaft in Solothurn aufgeschlagen hatte.
1553 vereinbarten dieselben Vertragspartner eine Kapitulation, die bis 1671 in Kraft blieb. Sie bestimmte u. a., dass die angeworbene Mannschaft in Regimenter vereinigt und die vom König ernannten Obersten von der Versammlung der Hauptleute gewählt werden sollten. Die Söldner hatten einen Kriegseid zu schwören, bei ihrem Fähnlein und den Hauptleuten bis zur Abdankung treu auszuharren.
Das Regiment sollte aus 3'000 – 8'000 Mann bestehen und in Kompanien (auch Banden oder Fähnlein genannt) von 300 – 500 Mann eingeteilt werden. Deren Fahne sollte die Farben des Kantons tragen, der die Werbung gestattete und die Hauptleute stellte. Jede Kompanie hatte eine Anzahl Spiessträger (50 von 100 Mann), Hellebardiere (30), Hakenbüchsenschützen (10) und Armbrustschützen (10, schon bald durch Feuerwaffen ersetzt) unter eigenen Offizieren (1 Hauptmann, 1 Leutnant, 1 Fähnrich, 1 Hauptwachtmeister und 1 Rottmeister pro 50 Mann) und eine Feldmusik von 3 Tambouren und 1 Pfeifer aufzuweisen. Die Mannschaft trug keine einheitliche Kleidung hatte aber als gemeinsames Feldzeichen weisse Leinwandkreuze auf Brust und Ärmel aufzunähen. Die Offiziere waren durch Handschuhe, Schärpe und Brustharnisch gezeichnet.
| Bezeichnung, Einsatzdauer         | (14fra) Hilfskorps Boulogne 1549–1550 |
| Jahr, Vertragspartner             | 1549 benötigte der mit der schottischen Königinwitwe Maria von Guise verbündete Heinrich II. (sein Sohn und späterer Nachfolger Franz II. wird 1558 deren Tochter Maria Stuart heiraten) eidgenössische Truppen gegen die Engländer, die Boulogne besetzt hatten. |
| Bestand, Formation                | 24'000 Mann in 3 Regimentern. |
| Herkunft Kader, Truppe            | Aus Bern und Schwyz? |
| Besitzer, Kommandant, Namensgeber | Dietrich In der Halden, Landammann von Schwyz, stellte ein Regiment. Augustin von Luternau, Pannerherr aus Bern, hob zwei Regimenter aus. |
| Einsatz, Ereignisse               | Belagerung von Boulogne. Gegen eine Zahlung von 20'000 Goldtalern durch Heinrich II. räumten die Engländer schliesslich die Stadt. |

| Bezeichnung, Einsatzdauer         | (15fra) Hilfskorps Piemont 1551–1553 |
| Jahr, Vertragspartner             | 1551 wandten sich 500 arbeitslose Söldner aus Schwyz, Glarus und den Gebieten um den oberen Zürichsee brieflich mit der Bitte an den derzeit bekanntesten Söldnerführer Wilhelm Frölich, beim französischen König Heinrich II. und bei den eidgenössischen Behörden um die Aushebung einer Schweizer Truppe in französische Dienste nachzusuchen. Was dieser tatkräftig mit Hilfe des französischen Botschafters in die Wege leitete. Die Tagsatzung duldete widerwillig die Werbung ausserhalb des Staatsvertrages von 1549 mit der «Erwartung», dass die Orte bei den Hauptmannsstellen gebührend berücksichtigt würden. Die für diesen Auszug aufgestellte «Anwerbungsordinantz» mit ihren tieferen Ansätzen sollte später noch zu Auseinandersetzungen führen. |
| Bestand, Formation                | 2'600 Mann in 8 Kompanien zu 300–400 Mann. |
| Herkunft Kader, Truppe            | Noch im Dezember versammelten sich in Chambery die geworbenen Söldner zur Musterung und um sich über den Mont Cenis zu verschieben: - 1 Kompanie Solothurn (400 Mann inklusive 40 Arkebusiere, Oberst Wilhelm Frölich); - 1 Kompanie Luzern (Hauptmann Lukas Ritter); - 1 Kompanie Uri (Hauptmann Rechberger, 1552 Heinrich und Hans Heinrich Rahn aus Zürich, 1535 Hauptmann Hans Jauch); - 1 Kompanie Schwyz (Hauptmann Dage (Degen?)); - 1 Kompanie Unterwalden (300 Mann inklusive 30 Arkebusiere, Hauptleute Heinrich Schwitter und Christoph Meyer); - 1 Kompanie Graubünden (Hauptmann Gärster); - 1 Kompanie Wallis (300 Mann, Hauptmann Riedmatten) - 1 Freikompanie Jakob Fuchsberger (mit Reisläufern ohne behördliche Bewilligung?). 1553 wurde das Regiment Frölich mit 2 auf 10 Kompanien erhöht: - 1 Kompanie Solothurn (Hauptleute Heinrich und Hans Heinrich Rahn, die Schwäger von Frölich); - 1 Kompanie Glarus (Hauptleute Jost und Tschudi). |
| Besitzer, Kommandant, Namensgeber | Oberst Wilhelm Frölich aus Solothurn. |
| Einsatz, Ereignisse               | Nach einigen Jahren der Ruhe waren 1551 in Norditalien die habsburgisch-französischen Rivalitäten wieder aufgeflammt. Dem französischen Gouverneur des Piemont, Karl von Cossé, Marschall von Brissac, war deshalb der Zuzug des Regiments Frölich willkommen. Er stationierte es in Carmagnola bei Turin, wo auch sein Hauptquartier war. Er setzte die Schweizer Truppe, meist nur Teile davon, über die nächsten 3 Jahre im mühseligen Krieg um feste Plätze im ganzen Piemont und den angrenzenden Gebieten ein. Vor der Verlegung in die Winterquartiere (Chieri: Luzern und Graubünden; Carignano: Schwyz und Unterwalden; Turin: Wallis; Moncalieri: Fröhlich und die restlichen Kompanien) war das Regiment Frölich aber wieder in Carmagnola vereinigt. Offenbar war der mühsame Festungskrieg nicht nach dem Gusto der Schweizer Söldner: Die Hauptleute beklagten sich über die hohe Desertionsrate. Viele Deserteure berichteten hingegen, die Hauptleute würden unberechtigte Soldabzüge vornehmen oder den Sold sogar zurückhalten. Dadurch seien sie – ohne Mittel – zum Betteln, Zechprellen oder sogar zum Davonlaufen gezwungen. Es kam auch zu Kriegsgerichtsfällen wegen Disziplinlosigkeit, Gehorsamsverweigerung, Plünderung, Fahnenflucht und sogar Streit mit Todesfolgen. Ende Jahr meldete sich der besorgte König Heinrich II. persönlich und schriftlich bei Frölich: „… eß hatt unß unser vetter herr mareyschal von Brysach verstendigett wie ir und üwer gesellschafft daselbst so gnugsamllich üweren thrüwen gonste und willen erzeygtt habend, das dan wyr von üch allen zum besten erkenen. Bitte üch, wollend allso fürfaren …“ Im nächsten Jahr ging das Ringen, nachdem das Regiment Frölich um zwei Kompanien vergrössert worden war, um feste Plätze weiter. Es endete in einer militärischen Pattsituation. Ende 1553 entliess Brissac seine Truppen. Die Schweizer kehrten über den Mont Cenis zurück nach Hause. |

| Bezeichnung, Einsatzdauer         | (16fra) Hilfskorps Lothringen 1552 |
| Jahr, Vertragspartner             | 1549, Bündnis von König Heinrich II. von Frankreich mit elf Orten der Eidgenossenschaft (ohne die protestantischen Orte Bern und Zürich). |
| Bestand, Formation                | 8'000 Mann in 2 Regimentern. |
| Herkunft Kader, Truppe            | Keine Angaben. |
| Besitzer, Kommandant, Namensgeber | Ein Regiment wurde von Nicolaus Irmi (Bankier, Basler Ratsherr und Landvogt auf Farnsburg) aus Basel ausgehoben, das zweite von Urs Schwaller aus Solothurn. |
| Einsatz, Ereignisse               | Heinrich eroberte mit Hilfe seiner Schweizer Truppen die lothringischen Reichsstädte Metz, Toul und Verdun. Als der König zur Eroberung von Strassburg ansetzte, konnte ihn eine Delegation der Tagsatzung (besorgt um ihre Kornkammer) von der Eroberung des Elsasses abbringen. Er wandte sich nun nach Luxemburg und nahm die Orte Ivry, Damvillers und Montmedy ein, bevor er sein Schweizer Aufgebot wieder entliess. |

| Bezeichnung, Einsatzdauer         | (17fra) Hilfskorps Franche-Comté 1553 |
| Jahr, Vertragspartner             | 1549, Bündnis von König Heinrich II. von Frankreich mit elf Orten der Eidgenossenschaft (ohne die protestantischen Orte Bern und Zürich).                                                                        |
| Bestand, Formation                | 10'000 Mann in 30 Kompanien. |
| Herkunft Kader, Truppe            | Keine Angaben. |
| Besitzer, Kommandant, Namensgeber | Keine Angaben. |
| Einsatz, Ereignisse               | König Heinrich II. setzte dieses Hilfskorps zur Sicherung der Provinz Franche-Comté vor den kaiserlichen Truppen von Karl V. ein. Er gewann dadurch Bewegungsfreiheit für seine übrigen Truppen in der Picardie. |

| Bezeichnung, Einsatzdauer         | (18fra) Hilfskorps Piemont 1554–1556 |
| Jahr, Vertragspartner             | 1554 bewilligte die Tagsatzung Heinrich II. 6'000 Mann gemäss dem Vertrag von 1549 zum Schutze des Königreiches (der Nordostgrenze) und einige Freikompanien für den Einsatz im Piemont. Diese Freikompanien sollten aber nur gemäss dem nämlichen Staatsvertrag eingesetzt werden (d. h. nicht gegen die Nichtangriffsklausel in der Erbeinung der Eidgenossen mit Habsburg und der Grafschaft Burgund zu verstossen). Der König hatte 6'000 bis 9'000 Mann, davon 6'000 offiziell nach Staatsvertrag, in Luzern angefordert und sich dabei gleichzeitig für den zweijährigen Einsatz 1552–1553 des Regiments Frölich bedankt. Die Werbung wurde begleitet durch Abklärungen der Tagsatzung über Soldansprüche aus dem früheren Piemontfeldzug (siehe Bemerkung dort), die zu Ungunsten der klagenden Söldner ausfielen. 1555, ein Jahr später, bewilligte die Tagsatzung nochmals und zusätzlich ein Kontingent von 4'000 Mann zum Einsatz im Piemont. |
| Bestand, Formation                | 4'000 Mann in 12 Kompanien. 1555 nochmals 4'000 Mann in 17 Kompanien. |
| Herkunft Kader, Truppe            | Es fanden sich, mit Ausnahme von Graubünden (das sich wie Bern und Zürich aus religiösen Gründen nicht mehr beteiligte), wieder die 9 Kompanien aus dem früheren Piemontfeldzug (2 Solothurn, je 1 Luzern, Uri, Schwyz, Unterwalden, Wallis und Fuchsberger) zusammen und zusätzlich neu je 1 Kompanie aus Zug, Freiburg und Appenzell. |
| Besitzer, Kommandant, Namensgeber | Als Regimentskommandant wurde wiederum Wilhelm Frölich ernannt. 1555 sammelte sich das zusätzliche Regiment in Susa unter dem Luzerner Schultheissen Urs Hug als Kommandant. Er verstarb kurz darauf und der Urner Hauptmann A Pro wurde sein Nachfolger. |
| Einsatz, Ereignisse               | Marschall Brissac versammelte sein rund 20'000-köpfiges Heer im Juni vor Valferna. Das Schweizer Kontingent hatte anfänglich ruhigere aber nicht untätige Zeiten. Hauptmann Ritter berichtete nach Luzern: „… Alls wir nun anfangs in das Pemond [Piemont] komen, sind wir illendess für die statt und schloß Wolffanerra [Valfenera] gezogen, dasselbig blegerett [ruhig gelegen]. Zuerst bezogen wir das Lager an einem Ort genannt Yssäbälla [Isolabella]; dort sind wir einen Monat gelegen und haben alles, was auf dem Feld stand, abgeschnitten und in unsere Städte rückwärts geschickt …“ Dann ging während des ganzen Jahres und des folgenden das Ringen um die festen Plätze im Piemont weiter. Besonders die Zugänge zum grossen Sankt Bernhard (Santhia, Asti) waren umkämpft. Im Februar 1556 beendeten die ermatteten Kriegsgegner die Auseinandersetzungen schliesslich mit dem Waffenstillstand von Vaucelles. Einen wesentlichen Anteil am französischen Erfolg hatten die Schweizer Truppen. Sie wurden vorwiegend für den Schutz und Transport der französischen Artillerie eingesetzt. Sie konnte dadurch auch schwierig zu beziehende aber optimale Stellungsräume erreichen. Dies war ein entscheidender Vorteil der französischen Truppen im Belagerungskrieg. Gelegentliche Sturmangriffe gegen kaiserliche Festungen durch „freiwillige“ Schweizer führten jedoch jedes Mal zu Diskussionen in der Tagsatzung und zu Irritationen mit dem Habsburgischen Kaiser Karl V. Auch in diesem Feldzug waren die Desertionsraten wiederum beträchtlich. Lag es auch daran, dass ein immer grösserer Anteil der «Schweizer» hochdeutsch, ungarisch, polnisch und weitere europäische Idiome sprachen? Die Schweizer Truppen, die die Winter in Santia und Alice verbracht hatte, wurden im Februar 1556 nach dem Waffenstillstand von Brissac entlassen und kehrten, diesmal über den Gotthard, nach Hause zurück. |

| Bezeichnung, Einsatzdauer         | (19fra) Hilfskorps Picardie 1554 |
| Jahr, Vertragspartner             | Bündnisvertrag von 1549 und Kapitulation von 1553 König Heinrichs II. mit elf eidgenössischen Orten. |
| Bestand, Formation                | 16'600 Mann in 33 Kompanien. |
| Herkunft Kader, Truppe            | Keine Angaben. |
| Besitzer, Kommandant, Namensgeber | Feldherr und Konnetabel Anne de Montmorency, zusammen mit Franz von Lothringen, Herzog von Guise, und Gaspard II. de Coligny, führte das französische Heer, der Schwyzer Dietrich In der Halden, Pierre de Cléry aus Freiburg und der Bündner Hercules von Salis die beteiligten Schweizer Truppen. |
| Einsatz, Ereignisse               | Karl V. persönlich führte die kaiserlichen Truppen nach Lothringen und in die Picardie und belagerte vergeblich Metz, das von Herzog Franz von Guise erfolgreich gehalten wurde. Die kaiserlichen Truppen Karls V. erlitten in der Schlacht von Renty 1554 eine Niederlage und auf französischer Seite die Schweizer erhebliche Verluste. Kurz darauf trat Karl V. zurück und das habsburgische Reich wurde zwischen seinem Bruder Ferdinand I. und dem spanischen König Philipp II. aufgeteilt. Die Macht der Habsburger war aufgeteilt, die Umklammerung Frankreichs jedoch immer noch nicht aufgebrochen. |

| Bezeichnung, Einsatzdauer         | (20fra)Hilfskorps Toskana 1554 |
| Jahr, Vertragspartner             | Nachdem die eidgenössische Tagsatzung das Gesuch des französischen Gesandten abgelehnt hatte, wandte sich dieser 1554 an den Bundestag der Drei Bünde in Davos und forderte den Zuzug von 3'000 – 4'000 Mann zur Verteidigung der französischen Lombardei gemäss dem Bündnisvertrag von 1549. Da bereits absehbar war, dass die Truppen zur Entsetzung des von kaiserlichen Truppen belagerten Siena vorgesehen waren, bewilligte der Bundestag das Gesuch für die Werbung von 3'000 Mann erst im zweiten Anlauf und unter der Bedingung, dass die Vereinbarung von 1549 streng eingehalten würde. Der Gesandte musste zugestehen, dass die Bündner Truppen keinesfalls südlich der französischen Besitzungen eingesetzt, dass die Offiziersstellen durch Bündner (gleichmässig auf alle drei Bünde verteilt) besetzt, nur Bündner Söldner und keine aus den eidgenössischen Orten angeworben würden. |
| Bestand, Formation                | Ein Hilfskorps von gut 3'000 Mann. |
| Herkunft Kader, Truppe            | Die einheimischen Offiziere und Unteroffiziere führten 3'000 Bündner und – entgegen dem ausdrücklichen Werbeverbot – einige Hundert Eidgenossen nach Süden. |
| Besitzer, Kommandant, Namensgeber | Als Kommandant der Truppe wurde Anton von Salis zu Rietberg, Runconius genannt, bestimmt. |
| Einsatz, Ereignisse               | Von Salis führte seine Truppe nicht auf dem direkten Weg durch Mailänder Gebiet, wo ihm 5'000 kaiserliche Truppen bei Cremona den Weg versperrt hätten, sondern beschwerlich durch das Veltlin und das Val Camonica an den Sammelplatz Mirandola. Entgegen ihrem ausdrücklichen Befehl, in Mirandola stehen zu bleiben, rückte die Truppe weiter nach Süden vor und vereinigte sich mit dem französisch-sienesischen Heer unter Piero Strozzi bei Lucca. Das Verhängnis nahm seinen Lauf. Bei einem heftigen Gefecht bei Munistero vor den Toren Sienas behauptete sich zwar die französische Seite, jedoch mit erheblichen Verlusten unter den Bündnern. Später eskalierte im Lager Strozzis bei Arezzo ein Streit um eine Lage Wein zwischen Bündner und Italiener Truppen zu einem eigentlichen Gefecht, das 80 Bündnern und ihrem Anführer Anton von Salis das Leben kostete. Der belastende Vorfall konnte nur durch energisches Eingreifen von Strozzi persönlich beendet werden und liess die militärische Moral auf einen Tiefpunkt absinken. Bei Marciano della Chiana schliesslich erlitt Piero Strozzi gegen Jakob von Medici eine vernichtende Niederlage und die Bündner Truppe einen Totalverlust, darunter fast sämtliche Anführer: Jakob von Sax, Martin Beli von Belfort, Martin von Capol, Ambroise du Mont, Bartholomäus von Stampa, Wolfgang Salet, Hans Guler von Weineck, Hans von Gugelberg-von Moos, Jakob von Schauenstein, Gaudenz und Fortunat von Planta, Hans Scheck, Matthias Ruotsch, Florian Sprecher von Bernegg, Ambrosius Liatas, Hans Muntsch, Adam Graf von Zernez waren alle gefallen. Die in Graubünden entstandene Entrüstung und der ausbrechende Parteienhader waren enorm. Religiöse, politische und soziale Gegensätze prallten mit grösster Heftigkeit aufeinander. Nur zwei Bündner Offiziere überlebten die Katastrophe von Marciano, Jakob Schmid von Grüneck aus dem Lugnez und ein mailändischer Hauptmann namens Vespasianus Burellinus aus Varese. Der erste versteckte sich vorerst in Locarno und entging nur dank einflussreicher Freunde dem Todesurteil eines einheimischen Gerichts. Er wurde zu einer Busse und zum Ehrverlust verurteilt. Er verlor das Recht, Wehr und Waffe zu tragen. Des zweiten konnte das Gericht nicht habhaft werden. Er entzog sich der Verurteilung. Selbst der französische Botschafter musste sich aus Graubünden absetzen, das am Rande eines Bürgerkrieges stand. Mehrmals mussten Delegationen aus den Dreizehn Eidgenössischen Orten vermittelnd eingreifen. Mehrfach konnten nun auch Spanien, England und Mailand Söldner in Graubünden werben. Trotzdem gelang es Frankreich 1565 erneut, unter Aufwendung aller (vor allem finanzieller) Mittel, das Bündnis von 1549 mit Graubünden wieder zu erneuern. Siena musste sich übrigens 1555, nach 15-monatiger Belagerung, den kaiserlichen Truppen ergeben. Zwei Drittel der Bevölkerung hatten die Belagerung nicht überlebt. |

| Bezeichnung, Einsatzdauer         | (21fra) Hilfskorps Neapel 1557 |
| Jahr, Vertragspartner             | 1556 forderte Heinrich II. ein Aufgebot von 6'000 oder 8'000 Mann auf Grund des Bündnisses von 1549, dem die elf Orte mit Bedingungen zustimmten: Ausdrücklicher Vorbehalt der „Erbeinung“ mit dem Hause Habsburg-Burgund, Ernennung der Obersten nicht durch den König, sondern durch die Hauptleute und verbesserte finanzielle Leistungen. Der Waffenstillstand von Vaucelles hielt nicht die vorgesehenen fünf Jahre. König Heinrich II. hatte 1556 ein geheimes Offensivbündnis abgeschlossen mit Papst Paul IV. (einem eingefleischten neapolitanischen Adligen), der die spanischen Habsburger damit unbedingt aus Neapel vertreiben wollte. Dem Unterfangen schloss sich Herzog Herkules von Ferrara gegen die Aussicht finanzieller Kriegsunterstützung und päpstlichem Ehrentitel an. Der Kriegsplan war, mit der französischen Armee unter Herzog Franz von Guise, verstärkt durch die Truppen von Ferrara, aus dem Piemont der Adria entlang nach Süden vorzustossen und Neapel einzunehmen, während Marschall Brissac mit einer Truppe das Piemont für ihn sichern sollte.                                              |
| Bestand, Formation                | 10'000 Mann in 34 Kompanien. |
| Herkunft Kader, Truppe            | Aus den 11 eidgenössischen Orten, von Mülhausen und Graubünden. |
| Besitzer, Kommandant, Namensgeber | Den Truppen von Herzog Franz von Guise, mit 21 Kompanien Franzosen (5'000 Mann), 1'800 Reitern und 22 Geschützen, führte Oberst Wilhelm Frölich aus Solothurn 21 Kompanien (6'000 Mann) zu. Oberst Peter A Pro aus Uri führte dem Marschall Brissac 13 Kompanien über den Mont Cenis nach Susa, an den Musterungsort, zu. |
| Einsatz, Ereignisse               | Der rasche Vorstoss von Guise kam bei der stark befestigten spanisch besetzten Stadt Civitella ins Stocken. Dies gab dem spanischen Feldherrn, Herzog Alba die Gelegenheit, von Süden her anzurücken und die Versorgungslinien von Guise zu bedrohen. Dies und ein Gegenbefehl von König Heinrich II., den Krieg in die Lombardei zu verlegen, veranlasste Guise zum Abbruch des Unterfangens, Neapel zu erobern und zum Rückzug nach Rom. Als dann die Kunde von der vernichtenden Niederlage Montmorencys bei St. Quentin eintraf, befahl ihn König Heinrich II. sogar unverzüglich zusammen mit seinem ganzen Heer zum Schutze des Landes zurück nach Frankreich. Er verschiffte sich von Civitavechia aus nach Norden. Frölich hatte sich der französischen Kavallerie unter dem Herzog von Aumale anzuschliessen, der sich auf dem Landweg über Graubünden und die Schweiz nach Frankreich verschob. Frölich wurde auf dem Rückzug in Ferrara, wo er 11 Kompanien dem Herzog Herkules überliess, mit seiner Truppe entlassen. Er kehrte mit 10 Kompanien über venezianisches Gebiet und die Bündner Pässe zurück in die Heimat. |

Der spanisch-englische Erfolg in St. Quentin im August 1557 endete mit der Gefangennahme von Konnetabel Montmorency und seines tüchtigsten Offiziers, des Marschalls St. Andre, und weiterer französischer Notabeln. Als kurz darauf, nach dem Fall der gleichnamigen befestigten Stadt, auch noch deren Verteidiger, Admiral Coligny, in Gefangenschaft geriet, wäre der Weg nach Paris für den Heerführer der Truppen des spanischen Königs Philipp II., Herzog Emanuel Philibert von Savoyen, eigentlich offen gestanden. Er zögerte jedoch und musste im November seine Armee wegen Geldmangels sogar auflösen.
König Heinrich II. sammelte in aller Eile ein Heer, indem er seinen Lehensadel zum Dienst aufbot und seine Werber für Söldner losschickte. Erleichtert über das Eintreffen der Heeresgruppe des Herzogs von Guise im Oktober, übergab er diesem sofort den Oberbefehl über die französischen Streitkräfte, an Stelle des gefangenen Montmorency.
| Bezeichnung, Einsatzdauer         | (22fra) Hilfskorps Calais 1557–1558 |
| Jahr, Vertragspartner             | 1557 gemäss der Kapitulation von 1553. |
| Bestand, Formation                | 14'000 Mann, die Regimenter Frölich und A Pro verstärkt durch die Regimenter von Tschudi aus Glarus und Schauenstein aus Graubünden. |
| Herkunft Kader, Truppe            | Keine Angaben. |
| Besitzer, Kommandant, Namensgeber | Wilhelm Frölich und Philipp von Hohensax unter dem Oberbefehl des Herzogs von Guise. |
| Einsatz, Ereignisse               | Im Frühjahr 1558 gelang es Guise, mit Hilfe der Schweizer Truppen, den Engländern auch Calais zu entreissen. Die königlichen Zahlungsausstände wie die Leere der Kassen waren enorm. Allein bei A Pro betrugen die Schulden 250'000 Livres und auch die Städte Solothurn und Freiburg hatten beträchtliche Anleihen ausstehend. A Pro z. B. wurde durch einen Adelstitel besänftigt. |

Guise gelang es im Frühjahr 1558, den Engländern deren letzte Bastion auf französischem Boden, Calais, zu entreissen und, nach hartnäckiger Belagerung, sogar die deutsche Reichsfestung Thionville einzunehmen. Er sah sich dann aber genötigt, seine ganzen militärischen Kräfte in der Champagne zu versammeln, da nun König Philipp II. persönlich aus den Niederlanden mit einem spanischen Heer anrückte. Wieder waren Schweizer Truppen gefragt.
| Bezeichnung, Einsatzdauer         | (23fra)Hilfskorps Picardie 1558 |
| Jahr, Vertragspartner             | 1558 genehmigten die fünf Orte Luzern, Zug, Freiburg, Solothurn und Appenzell das Gesuch von König Heinrich II. um 6'000 Mann für die Picardie, trotz Diskussionen über die bisherige mangelhafte Einhaltung der Bündnisvereinbarungen und der Zahlungsausstände. Die anderen sechs Orte schlossen sich später an. |
| Bestand, Formation                | 6'000 Mann in 21 Kompanien. |
| Herkunft Kader, Truppe            | Vorwiegend aus den katholischen Kantonen. |
| Besitzer, Kommandant, Namensgeber | Oberst Wilhelm Frölich sammelte die Truppe als Kommandant in Chalons-sur-Saone. |
| Einsatz, Ereignisse               | Die Hauptleute des Luzerner- und des Zuger Fähnleins wurden beim Durchmarsch durch das Pays de Gex bei Genf durch bernische Amtsleute festgenommen und nach Bern gebracht. Sie wurden erst wieder freigelassen, als sich bei der Musterung in Chalons-sur-Saone bestätigte, dass sich keine Berner unter den Angeworbenen befanden. Nach diesem Zwischenfall setzte sich das Regiment Frölich nach Reims in Bewegung und befand sich endlich bei Reims in Bereitschaft. Das französische und das spanische Heer standen sich dann längere Zeit unentschlossen gegenüber, begannen schliesslich mit Friedensverhandlungen und schlossen im Oktober in der Abtei Cercamy einen Waffenstillstand, dem nach langwierigen Verhandlungen 1559 der Friede von Cateau-Cambresis folgen sollte. Für das Regiment Frölich endete der Einsatz mit der Ausmusterung in Chatillon, ohne dass die Truppe in ernsthaften Feindkontakt geraten war, jedoch mit einigen Nebengeräuschen bei der Begleichung der Soldrückstände durch den König. |

Der Frieden von Cateau-Cambrésis 1559 stellte eine Zäsur dar und verschaffte Philipp II. und Spanien wieder für Jahrzehnte die Vorherrschaft in Europa: Heinrich II. kam zwar – nach einer finanziellen Abgeltung an England – definitiv in den Besitz von Calais und erhielt die drei Bistümer Metz, Toul und Verdun endgültig zugesprochen. Er musste aber Thionville und weitere Orte im Norden an Spanien zurückgeben, Italien vollkommen Philipp II. überlassen und sich aus Savoyen mit seinen Alpenpässen zurückziehen. Herzog Emanuel Philibert wurde wieder Herr über sein Herzogtum Savoyen.
Der Friedensvertrag wurde noch durch gegenseitige Hochzeitsverträge abgesichert und entsprechend gefeiert. Die Feiern endeten jedoch tragisch: König Heinrich II. nahm persönlich als Wettkämpfer am Ritterturnier teil. Beim Tjost durchschlug ein Lanzensplitter sein Helmvisier, drang durch ein Auge in sein Gehirn ein und verursachte eine Verletzung, an der er nach einigen Tagen qualvoll starb. Die Umklammerung Frankreichs durch Habsburgs Territorien war zudem noch immer nicht aufgebrochen und die Valois sollten schon bald durch die Hugenottenkriege innenpolitisch gefordert werden!

## Königliches Machtmittel in den Hugenottenkriegen 1562–1598
Unter den Nachfolgern Heinrichs II. – der Reihe nach seine Söhne Franz II. (früh verstorben), Karl IX. und Heinrich III. – drohten Glaubensfragen Frankreich zu spalten.

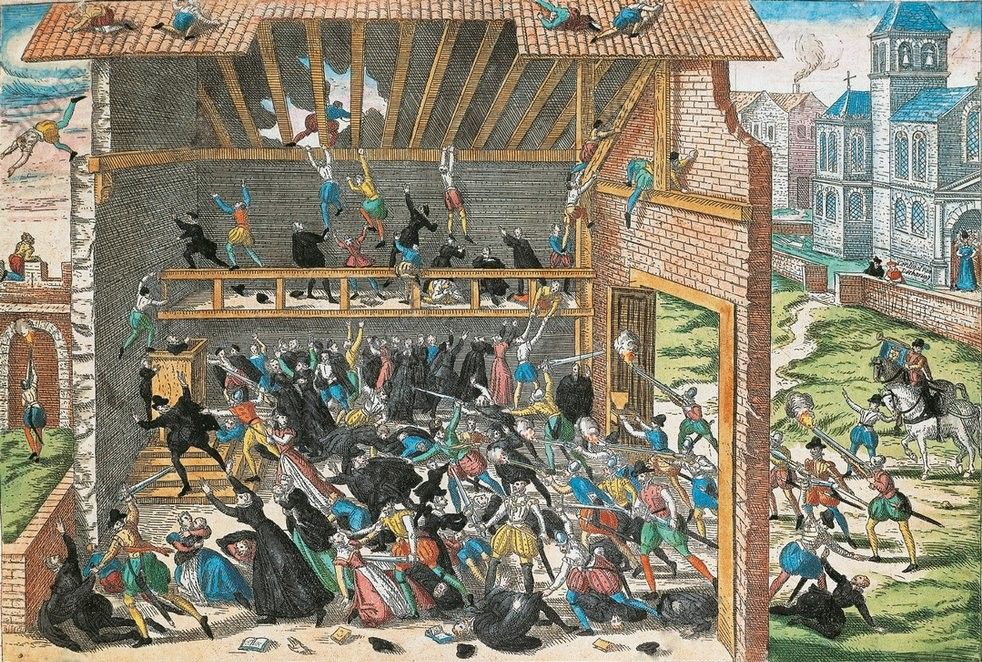
Blutbad von Wassy
von Frans Hogenberg

Franz II. regierte nur kurz und starb früh. Sein Bruder Karl IX. war noch minderjährig und seine Mutter Katharina von Medici setzte sich als Regentin an seiner Stelle gegen die Konkurrenz des Herzogs von Guise durch. Dieser rächte sich im Blutbad von Wassy an den französischen Protestanten und löste damit die Hugenottenkriege 1562–1598 aus.
Der König geriet zwischen die Fronten und mehrmals in Bedrängnis. Immer wieder wurden Schweizer Truppen in entscheidenden Situationen zu wichtigen Stützen des Königshauses der Valois. Als Louis de Condé, der Führer der Hugenotten die Tagsatzung vergeblich um Hilfe anging, kam selbst für die protestantischen Kantone ein Bruch des «Ewigen Friedens» nicht in Frage. In der Tagsatzung waren die katholischen Stände in der Mehrheit und in Zürich und Bern gab es genügend einflussreiche französische Parteigänger. Als das calvinistische Genf zu Gunsten der bedrängten Glaubensgenossen intervenieren wollte, wurde es sogar tatkräftig daran gehindert. Ein protestantisches Freikorps hatte gegen den Widerstand der eidgenössischen Behörden die Initiative ergriffen.
| Bezeichnung, Einsatzdauer         | (24fra) Freikorps Condé 1562 | (24fra) Freikorps Condé 1562 |
| Jahr, Vertragspartner             | 1562, eine Initiative von protestantischen Familien vor allem aus Bern und Neuenburg gegen den Willen der eidgenössischen Behörden. | 1562, eine Initiative von protestantischen Familien vor allem aus Bern und Neuenburg gegen den Willen der eidgenössischen Behörden. |
| Bestand, Formation                | 6'500 Mann in 15 Kompanien. | 6'500 Mann in 15 Kompanien. |
| Herkunft Kader, Truppe            | 8 Kompanien wurden in Bern, 3 in Neuenburg und 4 im protestantischen Wallis ausgehoben, durch 100 Reiter aus Genf ergänzt und weitgehend durch den Genfer Theologen Johannes Calvin finanziert. | |
| Besitzer, Kommandant, Namensgeber | Niklaus von Diesbach übernahm das Kommando, mit den Hauptleuten Christoph, Jost, Gabriel und Bendicht von Diesbach, Anton Tillier und Burkard Nägeli, alle aus Bern, Ambühl und von Weiss aus dem Wallis, sowie de Goumoëns, d’Arnay und Praroman aus der Waadt. | |
| Einsatz, Ereignisse               | Das Freikorps befand sich bereits im Anmarsch bei Macon, als König Karl IX. bei den Eidgenossen intervenierte. Bern schickte sofort Delegierte zu von Diesbach mit der dringenden Aufforderung, das Unternehmen abzubrechen. Niklaus von Graffenried und Hieronymus Manuel hatten vorerst keinen Erfolg bei ihrer Mission. Erst Ludwig von Mülinen, Landvogt in Gex, erreichte die Heimkehr wenigstens der acht Berner Kompanien. Die Neuenburger blieben bei Condé und die Walliser schlossen sich dem Kampf des Freiherren von Adrets in der Dauphiné an. | |

Weiterhin kamen Schweizer Truppen fallweise zum Einsatz für die französischen Könige, allerdings mehrheitlich immer mehr nur aus den katholischen Kantonen. Im Zerwürfnis der zahlreichen französischen Adelsgruppen kam König Franz II. immer mehr unter die Kontrolle des Hugenottenführers Admiral Coligny, der nach Beginn der niederländischen Freiheitskämpfe, den antispanischen Reflex zur Einigung Frankreichs nutzen wollte.
Der Versöhnungsversuch Katharinas, die Heirat ihrer Tochter Margarete mit dem jungen Hugenottenführer Heinrich von Navarra, endete im Massaker der Bartholomäusnacht, deren Folgen die Hugenotten beinahe ausrottete.
Als Thronfolger nach dem Tod von Karl IX. 1574 setzte sich schliesslich Heinrich von Navarra durch und der entmachtete Heinrich III. wurde vom Pöbel sogar aus Paris vertrieben. Als er – nicht zuletzt mit Hilfe seiner Schweizer Truppen – dahin zurückkehren wollte, wurde er 1589 bei St. Cloud von einem fanatisierten Dominikanermönch ermordet. Es war das endgültige Ende des Königshauses der Valois. Heinrich von Navarra, der erste Monarch aus dem Haus Bourbon, wurde nun 1589 zum König von Frankreich gekrönt.
| Bezeichnung, Einsatzdauer         | (25fra)Hilfskorps Dreux 1562 |
| Jahr, Vertragspartner             | 1562, angefordert von der Regentin und Königinmutter Katharina von Medici an Stelle ihres minderjährigen Sohnes Karl IX. |
| Bestand, Formation                | Hilfskorps von 6'900 Mann in 22 Kompanien. |
| Herkunft Kader, Truppe            | 15 Kompanien (je 3 aus Solothurn und Luzern, je 1 aus Uri, Schwyz, Unterwalden und Zug, 5 weitere aus Freiburg, Appenzell und St. Gallen), verstärkt durch 8 Kompanien aus Luzern. |
| Besitzer, Kommandant, Namensgeber | Wilhelm Frölich sammelte das grössere Kontingent in St. Jean-de-Losnes, Ludwig Pfyffer von Altishofen stiess mit seinem Kontingent in Blois dazu. |
| Einsatz, Ereignisse               | Beim Durchmarsch durch Neuenburg, konnte Frölich einen Zusammenstoss seiner Truppe mit den Einheimischen, die über den Einsatz gegen ihre Glaubensgenossen empört in wüste Schmähungen ausbrachen, nur mit Mühe verhindern. Er marschierte anschliessend über St. Jean-de-Losnes, Dijon, Troyes, Corbeil nach Blois, dem Aufenthaltsort des Königs, wo die Kompanien Pfyffers zu ihm stiessen. Es folgten die Belagerung von Bourges und die Eroberung von Rouen. Als englische Unterstützungstruppen für die Hugenotten in Frankreich landeten, wurde der Rückzug nach Paris angeordnet. Als Frölich dort unerwartet starb, ging das Kommando an den Luzerner Gebhard Tammann über. In der Schlacht bei Dreux 1562 hatte die hugenottische Seite unter dem Fürsten von Condé und Admiral Coligny bereits die Überhand, als es Tammann gelang, das Blatt zu Gunsten der katholischen Seite zu wenden. Die Verluste für das katholische Führungstriumvirat waren jedoch gross: Konnetabel Montmorency wurde bereits beim Beginn der Schlacht gefangen, Marschall Saint-André fiel und nur der Herzog von Guise überlebte das Gemetzel, starb allerdings ein Jahr später. Auch Tammann, viele seiner Offiziere und 1'000 Mann liessen das Leben. Liste der gefallenen Offiziere: - Luzern: Oberst Gebhard Tammann, Hauptleute Jost Ab Iberg und Bühlmann, Grossrichter Jakob Schmid; - Uri: Hauptmann Grüninger; - Schwyz: Hauptmann Meinhard Jost, Fähnriche Jost und Rudolf von Reding; - Unterwalden: Hauptleute Matthias Winli und Andreas Im Feld, Fähnrich von Matt, Niklaus Sigrist und Wolfgang Wirz; - Zug: Hauptmann Heinrich, Fähnriche Oswald und Erasmus Zurlauben; - Solothurn: Hauptmann Urs Schwaller, Leutnant Hans Karly, Fähnriche Jakob Graf und Beat Widmer; - Appenzell: Hauptleute Brülisauer und Merz; - Vogteien: Hauptleute Fuchsberger (Mellingen) und Tschudi (Toggenburg). Liste der verwundeten Offiziere: - Luzern: Hauptmann Jost Bircher, Leutnant Arnold von Segesser (Schwiegersohn Pfyffers); - Freiburg: Hauptleute François de Cléry und Louis d'Affry; - Solothurn: Hauptleute Kalt und Stephan Schwaller, Leutnant Georg Habermann, Fähnriche Graf und Urs Gibelin; - Appenzell: Hauptmann Bartholomäus Klam; - Uri: Hauptmann Ambrosius Jauch; - Schwyz: Hauptmann Dietrich In der Halden; - Zug: Hauptmann Anton von Zurlauben. An Stelle des gefallenen Tammann wählten die überlebenden Hauptleute Ludwig Pfyffer zum neuen Kommandanten. Das stark reduzierte Hilfskorps wurde dann bei der Belagerung von Orleans durch den Zuzug von 2'000 Rekruten unter den Luzerner Hauptleuten Hans Kaspar von Sonnenberg und Sebastian Ify verstärkt. Nach der Belagerung von Le Havre 1563 führte Pfyffer das Hilfskorps in die Schweiz zurück. Karl IX. dankte der Tagsatzung ausdrücklich. Nach fünf Jahren war der Schlachtensold von Dreux jedoch immer noch ausstehend. |

1564 wurde das Bündnis mit den Eidgenossen von 1549 durch Karl IX. erneuert und im folgenden Jahr in der Kathedrale Notre Dame in Paris feierlich beschworen. Nach vier kriegsfreien Jahren flammten die Glaubenskämpfe 1567 jedoch erneut auf. Condé und Coligny rückten mit den hugenottischen Truppen vor auf Lagny mit der Absicht, König Karl IX. gefangen zu nehmen. Dieser flüchtete nach Meaux und Katharina von Medici rief wiederum Pfyffer zu Hilfe.
| Bezeichnung, Einsatzdauer         | (26fra) Hilfskorps Meaux 1567–1570 | (26fra) Hilfskorps Meaux 1567–1570 |
| Jahr, Vertragspartner             | 1567 angefordert von der Königinmutter Katharina von Medici. | 1567 angefordert von der Königinmutter Katharina von Medici. |
| Bestand, Formation                | 6'000 Mann in 20 Kompanien von 300 Mann, je 10 von 100 waren mit Brustharnisch oder Büchsen ausgerüstet, der Rest mit Spiessen. Dazu stiess noch eine Schwadron von 200 Pferden. | 6'000 Mann in 20 Kompanien von 300 Mann, je 10 von 100 waren mit Brustharnisch oder Büchsen ausgerüstet, der Rest mit Spiessen. Dazu stiess noch eine Schwadron von 200 Pferden. |
| Herkunft Kader, Truppe            | Die Kader bildeten vor allem überlebende Offiziere aus der Schlacht von Dreux: Arnold von Segesser, Jost Bircher, Dietrich In der Halden, von Reding, Anton von Zurlauben, Nicolas de Praroman, Urs Zurmatten, sowie aus dem Grauen Bund die Hauptleute Criser, von Salis und Freiherr von Travers. Die Kavalleristen waren junge Edelleute aus Graubünden, Wallis, Unterwalden und Bern. | Die Kader bildeten vor allem überlebende Offiziere aus der Schlacht von Dreux: Arnold von Segesser, Jost Bircher, Dietrich In der Halden, von Reding, Anton von Zurlauben, Nicolas de Praroman, Urs Zurmatten, sowie aus dem Grauen Bund die Hauptleute Criser, von Salis und Freiherr von Travers. Die Kavalleristen waren junge Edelleute aus Graubünden, Wallis, Unterwalden und Bern. |
| Besitzer, Kommandant, Namensgeber | Johann Ludwig Pfyffer von Altishofen führte die Truppe nach Chateau-Thierry. | |
| Einsatz, Ereignisse               | Als der königliche Hofstaat durch das Vorrücken der Hugenotten in Meaux in Bedrängnis geriet, legte Pfyffer die 45 km von Chateau-Thierry nach Meaux mit der Schweizer Truppe im Eilmarsch in einer Nacht zurück. Anschliessend geleitete er den König Karl IX. und seine Entourage im Innern seines Karrees durch die hugenottischen Linien. Er wehrte dabei erfolgreich die Kavallerieattacken von Condé, Coligny, d'Andelot und La Rochefoucauld ab und verhinderte so den Plan der Hugenotten, den König gefangen zu nehmen. Nach 72 Stunden Dauereinsatz langte das Hilfskorps mit dem König sicher in Paris an. Das Prestige von Pfyffer, dem «Schweizerkönig», und seiner Schweizer Truppe befand sich auf dem Höhepunkt. Doch Condé gab seinen Plan nicht auf und versuchte den König in Paris auszuhungern. Dieser musste St. Denis und Le Bourget räumen. Zudem begannen hugenottische Aufstände in den Provinzen. Als die Vorräte in Paris langsam zur Neige gingen, führte Rudolf von Mettenwyl aus Luzern Pfyffer nochmals 4'000 Mann zu, was den Konnetabel Montmorency zu einem Ausbruch auf der Strasse nach Saint-Denis bewegte. Er erlitt in dieser Schlacht bei Saint-Denis eine Verwundung, an der er zwei Tage später verschied. Der unentschiedene Ausgang des Kräftemessens bewog jedoch die hugenottische Seite zum Abbruch der Belagerung und zum Rückzug. Es folgten weitere Kreuz- und Quermärsche ohne entscheidende militärische Auseinandersetzungen und Pfyffer forderte, mit einer hohen Desertionsrate konfrontiert, in der Eidgenossenschaft weitere 2'000 Rekruten an. Der Friede von Lonjumeau 1568 machte der Kampagne aber ein Ende, aber nicht dem Einsatz des Hilfskorps von Pfyffer. In der Heeresgruppe von Graf Nassau gelang Pfyffer in der Schlacht bei Moncontour 1569 die Gefangennahme von 200 Hugenotten, die anschliessend als Trabanten in seinen Kompanien eingesetzt wurden. Nach der Belagerung von Saint Jean d’Angely 1570 wurde das Hilfskorps von Pfyffer (gemeinsam mit dem Hilfskorps von de Clery, nachfolgend aufgeführt) in die Heimat entlassen. Nach zehn Jahren war der Sold aus der Aktion im Meaux immer noch ausstehend. | |

Der Friede von Lonjumeau war von kurzer Dauer und entpuppte sich nur als vorläufiger Waffenstillstand. König Karl IX. widerrief das Edikt und die Kämpfe nahmen ihren Fortgang.
| Bezeichnung, Einsatzdauer         | (27fra) Hilfskorps Moncontour 1569–1570 | (27fra) Hilfskorps Moncontour 1569–1570 |
| Jahr, Vertragspartner             | 1569, angefordert von Karl IX. | 1569, angefordert von Karl IX.          |
| Bestand, Formation                | 4'000 Mann. | 4'000 Mann.                             |
| Herkunft Kader, Truppe            | Keine Angaben. | Keine Angaben.                          |
| Besitzer, Kommandant, Namensgeber | Die Truppe stand unter dem Kommando von Pierre de Clery aus Freiburg. |                                         |
| Einsatz, Ereignisse               | Zusammen mit den 22 Kompanien von Pfyffer war die Truppe von de Clery verantwortlich für den Schutz der Königlichen Artillerie in den Reitergefechten von Jazeneuil und Jarnac. In Jarnac fand Condé den Tod. Die Führung der Hugenotten lag nun bei Coligny. Von Krankheiten und Entbehrung auf 2'000 Mann reduziert ging das Hilfskorps in die Schlacht bei Moncontour und stand dort, wie auch das Hilfskorps von Pfyffer, im Zentrum eines der beiden katholischen Heerhaufen. Clery selber fiel in der Schlacht, vernichtete aber die deutschen Landsknechte von Coligny so gründlich, dass sie von Coligny abfielen. Dies war eine entscheidende Aktion. Neben einer schweren Niederlage hatte die hugenottische Seite auch erhebliche Verluste zu beklagen. 1570 wurde die Truppe (gemeinsam mit dem Hilfskorps von Pfyffer) entlassen. |                                         |

| Bezeichnung, Einsatzdauer         | (28fra) Hilfskorps Arnay-le-Duc 1570 |
| Jahr, Vertragspartner             | 1570, angefordert von Karl IX. |
| Bestand, Formation                | 2 Mal je 4'000 Mann in 2 Regimentern. |
| Herkunft Kader, Truppe            | Aus den Waldstätten, Freiburg und Solothurn. |
| Besitzer, Kommandant, Namensgeber | Das innerschweizerische Regiment wurde kommandiert von Christoph Schorno, Landammann aus Schwyz, und das städtische Regiment von Hans von Lanthen-Heid, dem Schultheissen von Freiburg.   |
| Einsatz, Ereignisse               | Im Gefecht von Arnay-le-Duc verloren die beiden Regimenter 2'000 Mann, hauptsächlich durch Krankheiten und Erschöpfung. 1570 wurde die Truppe nach dem Frieden von St. Germain entlassen. |

Bis zum Zeitpunkt des Friedens von Saint-Germain hatten die Zahlungsausstände der Valois bei den Eidgenossen enorme Ausmasse angenommen. Allein die Truppe des gefallenen Pierre de Clery hatte Forderungen von 800'000 Talern ausstehend. Die zurückhaltende Tagsatzung machte davon aber nur ⅓ geltend. Von den Kantonen hatten Bern und Zürich Anleihen von je 120'000 Kronen, Basel 60'000 Kronen und Freiburg 20'000 Kronen ausstehend.
Karl gelang es, sie durch zwei Massnahmen zu beschwichtigen:
1. Er behielt von jedem Regiment einige Kompanien zu seinem persönlichen Schutz zurück. Offenbar waren diese Dienstverhältnisse unter den Kompaniebesitzern sehr begehrt, obwohl die finanziellen Entschädigungen weiterhin ausblieben.
2. Er wandelte die bisher temporäre Funktion des „Colonel général des Suisses et Grisons“, eine repräsentative Funktion als Verbindungsmann zum königlichen Hof ohne militärische Kommandogewalt, 1571 in ein permanentes Amt um. Der erste ständige Amtsinhaber wurde Charles de Montmorency-Méru, der Sohn des gefallenen Konnetabel Anne de Montmorency.

Bartholomäusnacht
von François Dubois

Da brach am 24. August 1572 das Gemetzel der Bartholomäusnacht aus, in der Admiral Coligny von Gardisten der «Hundertschweizer» getötet wurde. Zwei Monate lang herrschten Mord und Totschlag in den Provinzen. Die führerlosen Hugenotten entgingen dabei nur knapp der vollständigen Vernichtung.
Das Entsetzen der Protestanten in der Schweiz war gross. Die katholischen Stände jedoch sahen keinen Grund zum Vertragsbruch und bewilligten dem König neue Truppen.
Etliche Gardisten aus den Reihen der von Wilhelm Tugginer kommandierten «Hundertschweizer» beteiligten sich auch am Raubzug auf Hab und Gut der ermordeten Hugenotten und kehrten später als reiche Männer in die Heimat zurück.
Nur La Rochelle, die letzte Bastion der Hugenotten, hielt den Belagerern, darunter zwei Schweizer Regimenter, stand.
| Bezeichnung, Einsatzdauer         | (29fra) Hilfskorps La Rochelle 1572–1573 |
| Jahr, Vertragspartner             | 1572, angefordert von Karl IX. |
| Bestand, Formation                | 2 Mal je 4'000 Mann in 2 Regimentern. |
| Herkunft Kader, Truppe            | Aus der Innerschweiz, Freiburg und Solothurn. |
| Besitzer, Kommandant, Namensgeber | Das innerschweizerische Regiment wurde kommandiert von Hans Kraft, Stadtschreiber von Luzern, und das städtische Regiment von Hans von Lanthen-Heid, dem Schultheissen von Freiburg.                                        |
| Einsatz, Ereignisse               | Die Belagerung von La Rochelle wurde nach der „Pazifikation von Boulogne“ 1573, die den Hugenotten wieder einige beschränkte Rechte einräumte, abgebrochen. Die beiden Schweizer Truppen kehrten 1573 in die Heimat zurück. |

1574 starb König Karl IX. erst 24-jährig und liess ein tiefgespaltenes Frankreich mit drei sich bekämpfenden Adelsparteien zurück:
1. Die Hugenotten mit dem neuen Anführer König Heinrich von Navarra,
2. die Katholiken unter Herzog Heinrich von Guise und
3. den umstrittenen Nachfolger, König Heinrich III.
Die Tagsatzung betrachtete die Parteien der Hugenotten und des Guise als Aufständische und bewilligte deshalb Heinrich III. als legitimem König weiterhin Schweizer Truppen.
| Bezeichnung, Einsatzdauer         | (30fra) Hilfskorps Dauphiné 1574–1575 |
| Jahr, Vertragspartner             | 1574, angefordert von König Heinrich III. |
| Bestand, Formation                | 2 Mal je 4'000 Mann in 2 Regimentern. |
| Herkunft Kader, Truppe            | Aus der Innerschweiz, Freiburg und Solothurn. |
| Besitzer, Kommandant, Namensgeber | Das innerschweizerische Regiment wurde kommandiert von Dietrich In der Halden, Landammann von Schwyz, und das städtische Regiment von Urs Zurmatten, Altrat von Solothurn. |
| Einsatz, Ereignisse               | Das Hilfskorps kämpfte in der Dauphiné und in der Provence gegen die Hugenotten, die von Charles du Puy-Montbrun und François de Bonne, Herzog von Lesdiguières, geführt wurden. In der Schlacht von Die an der Drôme erlitt der 72-jährige In der Halden schwere Verluste und verlor sein Leben. Auch sein Sohn und derjenige des Schultheissen von Luzern, Alexander Pfyffer, fielen, zusammen mit den meisten Offizieren und über 1'000 Mann. Liste der gefallenen Offiziere in Die: - Schwyz: Oberst Dietrich In der Halden, Fähnrich In der Halden, Hauptmann Bühler; - Luzern: Hauptmann Kaspar von Sonnenberg, Leutnants von Wyl, Spengler, Alexander Pfyffer, Hans Krumholz, Bernhard von Fleckenstein; - Unterwalden: Hauptmann Lussy, Leutnant Heinzli; - Zug: Hauptmann Letter; - Glarus: Hauptmann Gabriel Dolder, Leutnant Tschudi; - Solothurn: Hauptmann Frölich, Leutnants Hieron von Luternau, Melchior von Grissach; - Rapperswil: Hauptmann Göldlin; - Wallis: Hauptmann (unbekannt); - Graubünden: 2 Offiziere (unbekannt). Das Regiment In der Haldens ging an Sebastian Tanner aus Uri über, der bisher in päpstlichen Diensten gestanden hatte. Nach der Rückkehr des Hilfskorps 1575 wurde Urs Zurmatten für die Verluste in Die verantwortlich gemacht und aller Ämter enthoben, später aber wieder rehabilitiert. |

Ausgelöst durch die Ereignisse der Bartholomäusnacht und der Flucht vieler Hugenotten in die Schweiz gingen vor allem im protestantischen Bern die Wogen der Empörung über das Schicksal der Glaubensgenossen hoch, deren Anhänger nach wie vor um Unterstützung nachsuchten.
Da rüsteten sich um die 20'000 Protestanten, um dem Ruf des Pfalzgrafen Johann Kasimir für seinen Feldzug in die Trois-Évêchés zu folgen. Aus kaiserlichem Dienst gegen die Osmanen zurückgekehrte Berner Offiziere begannen (grossenteils auf eigene Kosten) Kompanien auszuheben:
Albert von Mülinen, Ludwig und Peter von Erlach, Beat von Bonstetten, Bendicht Nägeli, Walter von Diesbach, Anton May, Paul von Luternau, Bernhard Tillmann und Rudolf von Graffenried beispielsweise. Als die Berner Behörden, um das Vorhaben zu verhindern, die Stadttore schlossen, sollen die Auszüger über die Aare geschwommen sein, um sich in Mühlhausen zu versammeln. Gleichzeitig blieb auch die Heilige Liga des Herzogs von Guise, durch spanische Gelder gestärkt, nicht untätig und bekam Gehör in den katholischen Kantonen. Sie bewilligten ihr eine Schweizer Truppe. Das Edikt von Etigny beendete die Auseinandersetzungen, bevor die Eidgenossen in feindlichen Lagern aufeinanderstiessen.
| Bezeichnung, Einsatzdauer         | (31fra) Freikorps Trois-Évêchés 1575–1576 |
| Jahr, Vertragspartner             | 1574, Initiative von protestantischen Familien vor allem aus Bern gegen den Willen der Tagsatzung und der eigenen Behörden. |
| Bestand, Formation                | 6'944 Mann in 2 Regimentern. |
| Herkunft Kader, Truppe            | Vor allem aus Bern, aber auch Kompanien aus anderen protestantischen Gebieten: - Waadt: François de Martine aus Aubonne, de Cugy, de Monnaz, de Montricher, Abel Beranger von Morges. - Zürich: Krieg von Bellikon. - Basel: Emmanuel Rhyner. - Neuenburg: Osterwald, Merveilleux, Chambrier, Descostes, Guy und Lardy. - Genf: Briquemont und La Pierre. - Montbeliard (damals zugewandter Ort): Jean Simonin. |
| Besitzer, Kommandant, Namensgeber | Unter dem Oberbefehl des Pfalzgrafen Johann Kasimir lag das Kommando der Regimenter bei Ludwig und Gabriel von Erlach aus Bern. |
| Einsatz, Ereignisse               | Der Feldzug, zusammen mit den deutschen Landsknechten, durch die kriegsversehrte Landschaft wurde zum Misserfolg. Die allgemeine Moral sank auf den Tiefpunkt. Schon wegen Kleinigkeiten brachen Raufereien aus und es wurde geplündert und gebrandschatzt. Die Truppe von Diesbach soll in Saint-Veri-des-Bris bei Nevers sogar ein eigentliches Gemetzel veranstaltet und die Stadt in Brand gesteckt haben. Krieg von Bellikon verlor 1'616 Mann. Die Behörden von Zürich liessen nach der Rückkehr der Truppe die Hauptleute Schweitzer, Scheuchzer und Asper enthaupten. Von der Truppe von de Cugy entrannen knapp 100 Mann, halbnackt und barfuss, dem schrecklichen Geschehen. Der Feldzug dieses Freikorps, durch das Edikt von Etigny (bei Sens) 1576 beendet, liess nur Hass, Verfall und Verzweiflung zurück. |

| Bezeichnung, Einsatzdauer         | (32fra) Hilfskorps Guise 1576 |
| Jahr, Vertragspartner             | 1576, Werbegesuch der Heiligen Liga des Herzogs von Guise mit spanischer finanzieller Unterstützung, gefördert von Ludwig Pfyffer. Er hatte jahrelang vom König vergeblich die ausstehenden Soldrückstände eingefordert. |
| Bestand, Formation                | 6'000 Mann in 1 Regiment mit 20 Kompanien zu 300 Mann. |
| Herkunft Kader, Truppe            | Aus den katholischen Kantonen. |
| Besitzer, Kommandant, Namensgeber | Das Regiment stand unter dem Kommando von Ludwig Pfyffer aus Luzern. |
| Einsatz, Ereignisse               | Die Truppe wurde glücklicherweise nach dem Edikt von Etigny 1576 entlassen, bevor es zur verhängnisvollen Begegnung mit dem protestantischen Freikorps der von Erlachs kam.                                              |

| Bezeichnung, Einsatzdauer         | (33fra) Hilfskorps Gallati 1580                                      |
| Jahr, Vertragspartner             | 1580, Katholische Kantone mit König Heinrich III.                    |
| Bestand, Formation                | 2'000 Mann in 5 Kompanien.                                           |
| Herkunft Kader, Truppe            | Aus den katholischen Kantonen.                                       |
| Besitzer, Kommandant, Namensgeber | Das Regiment stand unter dem Kommando von Kaspar Gallati aus Glarus. |
| Einsatz, Ereignisse               | Keine Angaben.                                                       |

Die eigene Glaubensspaltung, das Wirken des päpstlichen Nuntius’ und vor allem die Werbungen der finanzstarken spanischen Habsburger brachten die Eidgenossenschaft zeitweise an den Rand einer Zerreissprobe. Spanien bot an, die Schulden der Valois zu begleichen und die Pensionen zu verdoppeln, falls die Eidgenossen den Vorzug des französischen Königshauses aufgäben. Heinrich III. seinerseits war mit leeren Kassen buchstäblich zahlungsunfähig. Trotzdem gelang es ihm, 1582 den Bund mit den Eidgenossen zu erneuern: Oberst Pfyffer, der „Schweizerkönig“, stellte ihm 50'000 Mann in Aussicht, falls der König in Not käme.
Heinrich versprach im Gegenzug bei Anforderung den Zuzug von 20'000 Edelleuten, falls die Eidgenossen Hilfe bräuchten. Er schenkte jedem Abgeordneten der eidgenössischen Verhandlungsdelegation eine goldene Kette, ein Medaillon mit dem Bild des Königs, entschuldigte sich für seine Zahlungsunfähigkeit, forderte prompt den Zuzug von Schweizer Truppen und bekam ihn auch!
| Bezeichnung, Einsatzdauer         | (34fra) Hilfskorps Brabant 1582                                                                        |
| Jahr, Vertragspartner             | 1582, Katholische Kantone mit König Heinrich III.                                                      |
| Bestand, Formation                | 3'300 Mann in 11 Kompanien.                                                                            |
| Herkunft Kader, Truppe            | Aus den katholischen Kantonen.                                                                         |
| Besitzer, Kommandant, Namensgeber | Das Regiment stand unter dem Kommando von Hans von Lanthen-Heid, Schultheiss in Freiburg.              |
| Einsatz, Ereignisse               | Die Truppe kämpfte für den Herzog von Anjou in Brabant, den jüngsten Bruder des Königs, gegen Spanien. |

| Bezeichnung, Einsatzdauer         | (35fra) Hilfskorps Heilige Liga 1585 |
| Jahr, Vertragspartner             | 1585, Katholische Kantone und Bern mit König Heinrich III. |
| Bestand, Formation                | 6'000 Mann in 2 Regimentern von je 10 Kompanien mit 300 Mann. |
| Herkunft Kader, Truppe            | Aus den katholischen Kantonen (ohne Uri und Luzern) und Bern. |
| Besitzer, Kommandant, Namensgeber | Die beiden Regimenter standen unter dem Kommando von Hans von Lanthen-Heid, Schultheiss in Freiburg, und Rudolf von Reding, Landammann in Schwyz.                                                                   |
| Einsatz, Ereignisse               | Die Truppe war für den Einsatz gegen die Heilige Liga der Guisen vorgesehen. Als sich jedoch Heinrich II. mit dem Vertrag von Nemours mit dieser Heiligen Liga verband, rief Bern seine Truppenteile wieder zurück. |

| Bezeichnung, Einsatzdauer         | (36fra) Hilfskorps Provence 1586                                                                             |
| Jahr, Vertragspartner             | 1586, Katholische Kantone König Heinrich III.                                                                |
| Bestand, Formation                | 1'200 Mann in 4 Kompanien mit 300 Mann.                                                                      |
| Herkunft Kader, Truppe            | Aus den katholischen Kantonen.                                                                               |
| Besitzer, Kommandant, Namensgeber | Unter dem Oberbefehl des Herzogs von Epernon wurde das Hilfskorps von Kaspar Gallati aus Glarus kommandiert. |
| Einsatz, Ereignisse               | Die Truppe war im Einsatz gegen die Hugenotten in der Provence und in der Dauphiné.                          |

| Bezeichnung, Einsatzdauer         | (37fra) Hilfskorps Leibwache 1587–1588 |
| Jahr, Vertragspartner             | 1587, Katholische Kantone und König Heinrich III. |
| Bestand, Formation                | 4'000 Mann in 10 Kompanien mit 400 Mann. |
| Herkunft Kader, Truppe            | Aus den katholischen Kantonen. |
| Besitzer, Kommandant, Namensgeber | Unter dem Kommando von Kaspar Gallati aus Glarus. |
| Einsatz, Ereignisse               | Die Truppe war als Leibwache des Königs im Einsatz. Unter dem Einfluss der Heiligen Liga des Herzogs von Guise griff die Pariser Bevölkerung beim Aufstand vom 12. Mai 1588 (dem sogenannten „Barrikadentag“) die getrennt aufgestellte Schweizer Truppen an, fügte ihr Verluste von ungefähr 60 Mann zu und entwaffnete sie teilweise. Dem schwachen König gelang es, mit dem Gros seiner Schweizer Leibgarde, von Paris nach Blois zu fliehen. Noch im selben Jahr wurde das Hilfskorps abgedankt. |

| Bezeichnung, Einsatzdauer         | (38fra) Freikorps Navarra 1587 |
| Jahr, Vertragspartner             | 1587, von den bernischen Behörden geduldet. |
| Bestand, Formation                | 4'000 Mann in 10 Kompanien mit 400 Mann. |
| Herkunft Kader, Truppe            | Priam Willermin, Herr zu Monnaz, Guillaume Willermin, sein Bruder, Herr von Montricher, Francois Martines, Herr von Cugy, alle aus der Waadt und Johann Simonin aus Montbelliard.                                              |
| Besitzer, Kommandant, Namensgeber | Kommandiert von François de Lottes, Freiherr von Aubonne. |
| Einsatz, Ereignisse               | Die Truppe war als Zuzug für die Hugenotten unter dem König Heinrich von Navarra bestimmt. Durch den unerfahrenen Kommandanten nachlässig geführt und ohne Disziplin, wurde sie bereits im Anmarsch bei Montélimar vernichtet. |

| Bezeichnung, Einsatzdauer         | (39fra) Hilfskorps Navarra 1587 |
| Jahr, Vertragspartner             | 1587, protestantische Kantone Zürich, Bern, Basel, Glarus und Schaffhausen und König Heinrich von Navarra. |
| Bestand, Formation                | 13'000 Mann in 3 Regimentern. |
| Herkunft Kader, Truppe            | 3'600 Mann aus Zürich, 7'500 aus Bern und 2'100 aus Basel, Glarus und Schaffhausen. |
| Besitzer, Kommandant, Namensgeber | Kommandanten waren Krieg von Bellikon für Zürich, Bernhard Tillmann für Bern und Johann Friedrich (oder Emmanuel?) Rhyner für Basel. |
| Einsatz, Ereignisse               | Das Hilfskorps wurde bereits beim Anmarsch auf 5'000 Mann in der Schlacht bei Vimory reduziert, schaffte es nicht, die protestantische Armee zu erreichen und war gezwungen, an der Loire gegen die Zusage des freien Abzugs in die Kapitulation einzuwilligen. |

| Bezeichnung, Einsatzdauer         | (40fra) Hilfskorps Auneau 1587 |
| Jahr, Vertragspartner             | 1587, Katholische Kantone und König Heinrich III. |
| Bestand, Formation                | 4'000 Mann in 10 Kompanien mit 400 Mann. |
| Herkunft Kader, Truppe            | Aus den katholischen Kantonen. |
| Besitzer, Kommandant, Namensgeber | Kommandant war Jost Krepsinger, Stadtvenner aus Luzern. |
| Einsatz, Ereignisse               | Kämpfte als Teil der königlichen Armee in der Schlacht bei Auneau siegreich unter dem Herzog von Guise gegen ein protestantisches Landsknechtenheer. Nach der Kapitulation von Marsigny-les-Nonnains, zwei Monate später, wurde die Truppe wegen Geldmangels entlassen. |

| Bezeichnung, Einsatzdauer         | (41fra) Hilfskorps Burgund 1587–1588 |
| Jahr, Vertragspartner             | 1587, Katholische Kantone und König Heinrich III. |
| Bestand, Formation                | 2'100 Mann in 7 Kompanien mit 300 Mann. |
| Herkunft Kader, Truppe            | Aus Freiburg und Solothurn. |
| Besitzer, Kommandant, Namensgeber | Kommandant war Wilhelm Tugginer aus Solothurn. |
| Einsatz, Ereignisse               | Das Hilfskorps wurde unter dem Herzog von Guise im Burgund und in der Champagne eingesetzt und im Januar 1588 entlassen. Gleichzeitig nahm Oberst Wilhelm Tugginer seinen Abschied aus französischen Diensten. |

Der Aufstand der Pariser Bevölkerung am sogenannten „Barrikadentag“, dem 12. Mai 1588, zwang König Heinrich III. zur Flucht aus Paris. Er konnte sich mit Hilfe von Oberst Gallati und seiner Truppe nach Blois retten. Ein Teil der Schweizer Truppe erlitt Verluste und wurde dabei entwaffnet. Einige Tage später wurde der Herzog von Guise in Blois von den Wachen des Königs getötet. Er soll unbewaffnet gewesen sein. An die Spitze der Heiligen Liga rückte der Herzog von Mayenne nach.
Das Königreich der Valois zerfiel langsam und glitt dem schwachen Heinrich III. aus den Händen. Weite Teile waren von Spaniern, Engländern oder Deutschen besetzt und der französische Adel in Aufruhr. Es reifte in ihm langsam die Einsicht, dass er sich, ohne männlichen Nachfolger aus der Familie, mit seinem gesetzlichen Nachfolger Heinrich von Navarra ins Einvernehmen setzen musste, wenn er der katholischen Adelsopposition gewachsen sein wollte.
| Bezeichnung, Einsatzdauer         | (42fra) Hilfskorps Saluzzo 1589 | (42fra) Hilfskorps Saluzzo 1589 |
| Jahr, Vertragspartner             | 1589, Kantone Zürich, Bern, Basel, Solothurn, Glarus, Schaffhausen und Graubünden mit dem französischen Botschafter Nicolas de Harlay de Sancy im Namen von König Heinrich III. Obwohl die Schweizer Truppen in Frankreich seit vier Jahren keinen Sold mehr erhalten hatten, konnte Sancy in Bern eine Anleihe von 100'000 Ecu aushandeln und erreichte zusätzlich dessen Bevorschussung des Soldes für ein Kontingent von 3'000 Mann. | 1589, Kantone Zürich, Bern, Basel, Solothurn, Glarus, Schaffhausen und Graubünden mit dem französischen Botschafter Nicolas de Harlay de Sancy im Namen von König Heinrich III. Obwohl die Schweizer Truppen in Frankreich seit vier Jahren keinen Sold mehr erhalten hatten, konnte Sancy in Bern eine Anleihe von 100'000 Ecu aushandeln und erreichte zusätzlich dessen Bevorschussung des Soldes für ein Kontingent von 3'000 Mann. |
| Bestand, Formation                | 12'600 Mann in 4 Regimentern von 3'000 Mann mit 10 Kompanien von 300 Mann plus 2 detachierte Kompanien à 300 Mann. | 12'600 Mann in 4 Regimentern von 3'000 Mann mit 10 Kompanien von 300 Mann plus 2 detachierte Kompanien à 300 Mann. |
| Herkunft Kader, Truppe            | je 3'000 Mann aus Bern, aus Glarus, aus Solothurn, Basel und Schaffhausen sowie aus Graubünden. | |
| Besitzer, Kommandant, Namensgeber | Kommandanten waren: - 1. Regiment Ludwig von Erlach aus Bern; - 2. Regiment Ludwig Wichser, Landammann von Glarus; - 3. Regiment Lorenz Aregger, Pannerherr aus Solothurn; - 4. Regiment Rudolf von Schauenstein, der, kurz darauf verstorben, von Hartmann von Hartmannis aus Parpan, Landammann der Gerichtsgemeinde Churwalden, ersetzt wurde. - 1. Kompaniedetachement Ludwig Ostervald, Bürgermeister von Neuenburg; - 2. detachierte Kompanie Hans Konrad Hurter aus Schaffhausen. | |
| Einsatz, Ereignisse               | Der Feldzug des Hilfskorps gegen Savoyen in Saluzzo entwickelte sich erfolgreich. Aber nach zwei Monaten entschloss sich Sancy, mit 10'000 Mann des Hilfskorps seinem König Heinrich III. zu Hilfe zu eilen. Er liess das Regiment Erlach als Besatzung der eroberten Plätze in Savoyen zurück und schickte sich an, das von der katholischen Opposition kontrollierte Paris mit dem Gros der Schweizer Truppe wieder an die Krone zurückzuholen. Rasch drang die Truppe in die Vororte von Paris vor. Dabei fiel König Heinrich III. am 2. August 1589 in St. Cloud einem Attentat des fanatisierten Dominikanermönches Jacques Clément zum Opfer, der von den Wachen an Ort und Stelle getötet wurde. Es war das endgültige Ende des Königshauses der Valois. | |

Nach der Ermordung Heinrichs III. in St. Cloud 1589 setzte sich schliesslich Heinrich von Navarra, der sich nun Heinrich IV. nannte, als sein Nachfolger und französischer König durch. Er war der erste Bourbone auf dem französischen Thron. Auch das Haus Bourbon setzte auf Schweizer Truppen in seinen Diensten. Die Hugenottenkriege sollten aber noch ein weiteres Jahrzehnt nicht zur Ruhe kommen.